# Historique du parcours européen du Liverpool FC
Le parcours européen du Liverpool Football Club est l'histoire des participations du Liverpool Football Club aux différentes Coupes d'Europe.
Le Liverpool FC est un club professionnel anglais de football basé à Liverpool, Merseyside, qui évolue actuellement en Premier League. Les Reds sont résidents d’Anfield depuis la fondation du club en 1892.
La première participation du Liverpool FC en Coupe d'Europe remonte à 1964 et son premier adversaire est le club islandais du KR Reykjavik.
Le club remporte six fois l'équivalent de la Ligue des champions, la dernière victoire datant de 2019 à Madrid, quatorze ans après le « Miracle d'Istanbul » de 2005, ce qui lui vaut d’être l'une des cinq équipes européennes à porter le multiple-winner badge décerné par l’UEFA. Les Anglais comptent également à leur palmarès trois Coupes UEFA, un record que le club partage avec la Juventus et l’Inter Milan (tandis que le Séville FC est le club le plus titré dans l’histoire de la compétition avec six victoires), ainsi que quatre Supercoupes de l'UEFA.

## Repères historiques

### Débuts

#### Premières campagnes européennes (1964-1967)

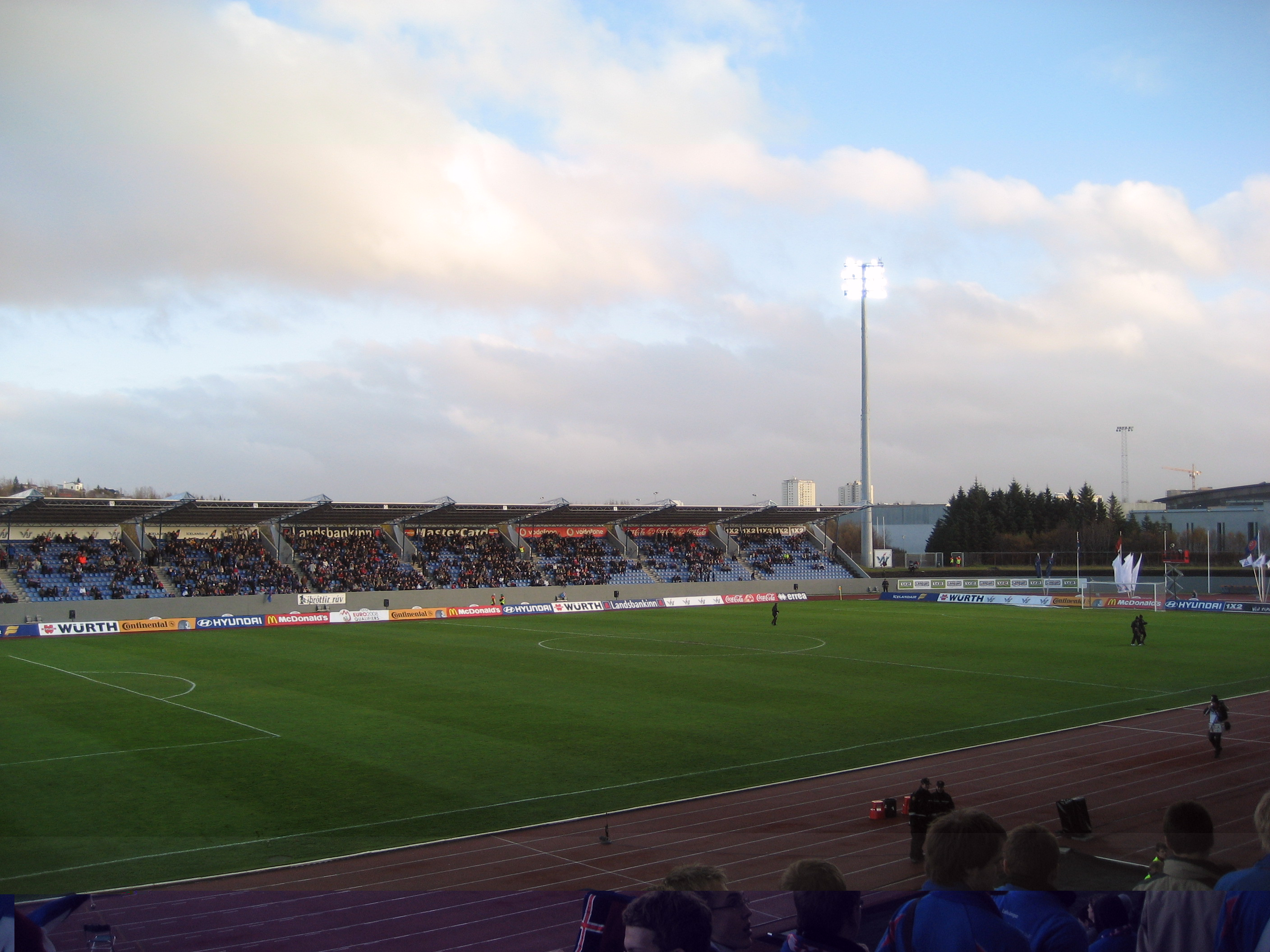
Liverpool joue son premier match européen sur le Laugardalsvöllur (ici en 2007).

À la création des Coupes d'Europe, au milieu des années 1950, la Fédération anglaise de football (FA) refuse que les clubs anglais participent à la Coupe des clubs champions européens. Après avoir observé la réussite de la compétition, la FA permet au Birmingham City Football Club et à une sélection de Londres de participer à la Coupe des villes de foires en 1955. Le Manchester United Football Club devient l'année suivante le premier club anglais à jouer en Coupe des clubs champions européens (C1). Le Leeds United Football Club devient la première équipe britannique à remporter une compétition internationale de football en remportant la Coupe des villes de foires en 1968.
Les résultats sportifs du Liverpool Football Club ne lui permettent pas de se qualifier pour les premières éditions des compétitions européennes. Liverpool termine premier du championnat d'Angleterre 1963-1964, ce qui lui permet d'obtenir sa place pour la Coupe des clubs champions européens 1964-1965. Seul le club champion d'Angleterre est qualifié pour cette compétition à l'époque.
La première rencontre du Liverpool Football Club est un match à l'extérieur contre le KR Reykjavik. Le 17 août 1964, devant 10 000 spectateurs, Liverpool remporte sa première victoire européenne,. Le premier but du club anglais sur la scène européenne survient au bout de trois minutes grâce à un tir de Gordon Wallace sur une passe de Roger Hunt. La mi-temps se termine sur le score de 1 à 0 avant que Liverpool ne domine en seconde mi-temps. Grâce à un deuxième but de Wallace, un doublé de Hunt et un autre but de Phil Chisnall, le Liverpool Football Club s'impose 5 à 0 lors de son premier match en coupe d'Europe. Le 14 septembre 1964, Liverpool montre sa supériorité par rapport à Reykjavik et s'impose 6 à 1 devant les 32 597 personnes présentes dans les tribunes d'Anfield lors de la première rencontre européenne du club à domicile,.
Les Reds accèdent au deuxième tour de la compétition. Leur adversaire est le club belge d'Anderlecht. Après une victoire 3 à 0 à domicile, Liverpool remporte le match retour 1 à 0 grâce à un nouveau but de Hunt à la 90e minute de la rencontre. Au troisième tour, le FC Cologne affronte le club anglais. Après deux rencontres, aller et retour, les deux équipes restent sur un score nul et vierge. Les deux clubs doivent se rencontrer une troisième fois sur un terrain neutre, à Rotterdam, le 24 mars 1965. Le score final de la rencontre est de 2 à 2 après 90 minutes et aucun autre but n'est marqué durant la prolongation. Selon les règlements en vigueur, il faut jouer le match avec une pièce et Liverpool remporte la rencontre à la suite du lancer de la pièce.
Pour sa première apparition en coupe d'Europe, le Liverpool Football Club atteint donc les demi-finales. L'adversaire des Reds à ce stade est l'Inter de Milan. Grâce à des buts de Roger Hunt, Ian Callaghan et Ian St. John, le Liverpool Football Club bat le club italien 3 à 1 au match aller à Anfield. Au match retour, à San Siro, Liverpool est surpris et encaisse rapidement deux buts aux 8e et 9e minutes de Mario Corso puis Joaquín Peiró. L'Inter de Milan rajoute un troisième but en seconde mi-temps de Giacinto Facchetti, et le club milanais se qualifie pour la finale de la Coupe d'Europe, éliminant le Liverpool Football Club de la compétition et mettant un terme à sa première campagne en Coupe des clubs champions européens.
Quelques mois après l'élimination contre l'Inter de Milan, le Liverpool Football Club est une nouvelle fois qualifié en Coupe d'Europe grâce à une victoire sur Leeds United en Coupe d'Angleterre. Liverpool participe donc pour la première fois à la Coupe d'Europe des vainqueurs de coupe de football pour l'édition 1965-1966. Le club affronte au tour préliminaire le club italien de la Juventus. Le 29 septembre 1965, les Turinois de la Juventus dominent sur leur terrain Liverpool 1 but à 0. Au match retour, les Reds marquent deux buts en cinq minutes au milieu de la première mi-temps et se qualifient pour le tour suivant. Au deuxième tour, le club anglais bat deux fois le club belge du Standard de Liège. Le troisième tour voit également Liverpool se qualifier face à Budapest Honvéd grâce à une victoire à domicile 2 à 0 au match retour après un match nul et vierge à l'aller en Hongrie. En demi-finale de la compétition, le Liverpool Football Club est opposé au Celtic Glasgow. Battus en Écosse 1 à 0 à l'aller, Liverpool domine le club de Glasgow 2 buts à 0 grâce à des réalisations de Tommy Smith et Geoff Strong. Le club anglais est qualifié pour la première fois de son histoire en finale de Coupe d'Europe. Le 5 mai 1966, il rencontre le club qui a remporté la Coupe d'Allemagne l'année précédente, le Borussia Dortmund, pour un nouveau match à Glasgow, au Hampden Park. À la mi-temps de la rencontre, aucun but n'est marqué. Sigfried Held ouvre le score pour le club allemand devant près de 41 657 personnes. À la 68e minute, Roger Hunt marque un but controversé mais l'arbitre n'écoute pas l'arbitre de touche qui pense que la balle n'a pas franchi la ligne et valide le but du club anglais. Liverpool a alors une occasion exceptionnelle de remporter le trophée à la 89e minute, mais Roger Hunt, légèrement blessé, tire trop faiblement vers le but vide. Le score n'évolue donc pas et les deux équipes doivent jouer la prolongation. Finalement, Liverpool s'incline à la 107e minute sur une frappe lobée de Reinhard Libuda qui heurte le poteau et termine dans les filets. Aucun autre but n'est marqué et le Borussia Dortmund remporte la compétition.
Qualifié pour la Coupe des clubs champions (C1) en 1966-1967, Liverpool passe par le tour préliminaire et a besoin d'une troisième rencontre sur terrain neutre, à Bruxelles, pour se défaire du modeste club roumain du FC Petrolul Ploiești, grâce à un succès 2 à 0 sur des buts de Ian St. John et Peter Thompson. Au premier tour de la compétition, le club anglais est opposé à l'Ajax Amsterdam. Dans le noir — le stade de l'Ajax d'Amsterdam n'a alors pas de projecteurs —, le club hollandais s'impose 5 à 1. Liverpool ne peut inverser la tendance au match retour à Anfield, même si le doublé de Roger Hunt répond aux deux buts inscrits par Johan Cruijff. Liverpool est éliminé dès le premier tour de la coupe d'Europe.

#### Coupes des villes de foires (1967-1971)
La saison suivante, Liverpool découvre une troisième coupe d'Europe différente lors de sa quatrième campagne européenne. Le club est engagé avec deux autres clubs anglais dans la Coupe des villes de foires. Pour son entrée dans l'édition 1967-1968 de la compétition, Liverpool est opposé à Malmö FF et remporte les rencontres aller et retour pour se qualifier au deuxième tour. Au match aller du deuxième tour, le club anglais inflige une lourde défaite 8 à 0 au TSV Munich 1860 et même s'il est défait au match retour 2-1 en Allemagne, Liverpool se qualifie pour le troisième tour. Le club hongrois du Ferencváros TC est l'adversaire du club anglais. Ferencváros remporte les deux rencontres entre les équipes anglaise et hongroise sur le même score de 1 à 0 et poursuit sa route jusqu'en finale de la compétition, éliminant les Reds.
Une nouvelle fois, Liverpool joue une coupe européenne en 1968-1969. Comme l'année précédente, le club est engagé en Coupe des villes de foires. Contre l'Athletic Bilbao, Liverpool s'incline 2 à 1 puis l'emporte 2 à 1 et la rencontre aller-retour se joue sur un lancer de pièce. Le hasard est favorable au club espagnol et Liverpool est éliminé dès son entrée de la compétition pour la première fois de l'histoire du club en Coupe d'Europe.
Le club de la ville de Liverpool joue la Coupe des villes de foires pour la troisième année consécutive en 1969-1970. Le 16 septembre 1969, Liverpool étrille Dundalk 10 à 0 avec des doublés d'Alun Evans, Tommy Smith et Bobby Graham. Au match retour, Bill Shankly fait tourner son effectif et donne du temps de jeu à des jeunes comme Phil Boersma et Larry Lloyd. Cela n'empêche pas Liverpool de l'emporte une nouvelle fois sur le score large de 4 à 0. Au deuxième tour, Liverpool a pour adversaire le Vitória Setúbal. Après une défaite 1 à 0 à l'aller, Liverpool l'emporte 3 à 2 au match retour à Anfield grâce à des buts en fin de match de Alun Evans (88e) et Roger Hunt (90e) mais est éliminé au nombre de buts à l'extérieur.
Une nouvelle et la dernière fois de l'histoire du club anglais, Liverpool joue la Coupe des villes de foires 1970-1971. Pour sa dernière participation dans la compétition, les Reds réalisent leur meilleur parcours dans la compétition. Comme trois ans auparavant, Liverpool évolue contre Ferencváros TC mais le résultat est différent, le club anglais élimine le club hongrois. Liverpool passe donc au tour suivant au cours duquel il bat le Dinamo Bucarest avec un succès 3 à 0 à l'aller à Anfield après trois buts en seconde mi-temps. Au troisième tour, le Liverpool Football Club élimine Hibernian avec des victoires à l'aller et au retour respectivement 1 à 0 et 2 à 0. En quart de finale contre le Bayern Munich, les Reds font une nouvelle fois la différence au match aller à Anfield grâce à un succès 3 à 0 avec un triplé d'Alun Evans. Liverpool obtient le match nul 1 à 1 de son déplacement à Munich et se qualifie pour les demi-finales. À ce stade, Liverpool est opposé à un autre club anglais, Leeds United. Défait 1 à 0 à Anfield à l'aller, le Liverpool Football Club n'arrive pas à marquer au match retour et est éliminé à la suite du match nul 0 à 0 du deuxième match.

#### Premiers succès européens (1971-1975)
Lors de la saison 1970-1971, Arsenal réussit le doublé coupe-championnat, et Liverpool, seulement finaliste de la Coupe d'Angleterre se retrouve qualifié pour la Coupe des vainqueurs de coupes 1971-1972. Bien que le club s'offre de nombreuses occasions dans le début du match, Liverpool est défait par le Servette Genève 2 à 1 en Suisse. Au retour, Liverpool s'impose à domicile 2 à 0 sur des buts d'Emlyn Hughes et Steve Heighway. Le tour suivant oppose le club anglais au Bayern Munich. Les Allemands adoptent une attitude très défensive en Angleterre à l'aller et obtiennent le match nul 0 à 0. Au match retour, Liverpool craque deux fois en deux minutes avec des buts de Gerd Müller (25e et 27e). Alun Evans réduit la marque d'un beau but à la 37e minute mais Uli Hoeneß inscrit un troisième et dernier but pour le Bayern à l'heure de jeu. Munich élimine le Liverpool Football Club.
La saison suivante, le Liverpool Football Club est qualifié pour la Coupe UEFA. Pour son entrée dans la compétition, l'édition 1972-1973, Liverpool est opposé à l'Eintracht Francfort. Une victoire 2 à 0 à Anfield permet au club de la Mersey d'assurer deux semaines plus tard en Allemagne. Grâce au match nul 0 à 0 obtenu à Francfort, Liverpool est qualifié pour le tour suivant. Au deuxième tour, le club anglais domine largement le club grec de l'AEK Athènes sur les scores de 3 à 0 puis 3 à 1. Au troisième tour, les Reds jouent à nouveau contre un club allemand, le Dynamo Berlin. Au match aller, les attaquants de Liverpool sont pris 18 fois au hors-jeu et le gardien du club allemand n'a aucun arrêt à effectuer. L'équipe berlinoise ne marque pas non plus. Au match retour, le club anglais n'a besoin que d'une minute pour ouvrir le score à Anfield. Le Dynamo Berlin égalise à la septième minute mais Liverpool s'impose tout de même grâce à deux autres buts de Steve Heighway et John Toshack. En quarts de finale de la compétition, contre le Dynamo Dresden, les Reds remporte le match aller 2 à 0 grâce à un but de Brian Hall, qui manque de peu de marquer un autre but de la tête qui est refusé pour un hors-jeu controversé, et de Phil Boersma. Au match retour, Liverpool impressionne en réussissant l'un de ses meilleurs matchs à l'extérieur de la saison. Après la mi-temps, Kevin Keegan inscrit le seul but du match à la suite d'un débordement de plus de trente mètres et un centre pour son attaquant et Keegan devance la sortie du gardien. Ce nouveau succès assure la qualification du club en demi-finale. À ce stade de la compétition, Liverpool affronte un autre club anglais, Tottenham Hotspur. La première rencontre de la double confrontation se joue à Anfield, et l'équipe hôte gagne la partie 1 à 0 grâce un but de John Lindsay. Le match retour se joue dans la soirée du 25 avril 1973 à White Hart Lane deux semaines après le match aller. Rien n'est marqué dans la première mi-temps. Trois minutes après le retour des vestiaires, Keith Peters ouvre la marque. Liverpool répond rapidement et le but de l'Irlandais Heighway oblige Tottenham à devoir marquer deux buts pour se qualifier. Les joueurs de Liverpool jouent alors la défense et se font surprendre par Peters qui inscrit un doublé. Les Reds connaissent quelques moments de panique mais arrivent à tenir le résultat de 1 à 2 mais se qualifie grâce à la règle des buts à l'extérieur.
Lieu : Anfield (41 169 spectateurs), Liverpool, Angleterre.
Date : 10 mai 1973.
Score : Liverpool Football Club  3 - 0 Borussia Mönchengladbach.
Buts : Kevin Keegan   21e,   32e, Larry Lloyd   61e.
Effectif de Liverpool : Ray Clemence, Chris Lawler, Alec Lindsay, Tommy Smith , Larry Lloyd, Emlyn Hughes, Kevin Keegan, Peter Cormack, John Toshack, Steve Heighway ( 83e), Ian Callaghan, Brian Hall ( 83e ).
Arbitre : Erich Linemayr
Lieu : Bökelbergstadion (34 905 spectateurs), Mönchengladbach, Allemagne de l'Ouest.
Date : 23 mai 1973
Score : Borussia Mönchengladbach 2 - 0 Liverpool Football Club
Effectif de Liverpool : Ray Clemence, Chris Lawler, Alec Lindsay, Tommy Smith , Larry Lloyd, Emlyn Hughes, Kevin Keegan, Peter Cormack, John Toshack, Steve Heighway ( 77e), Ian Callaghan, Phil Boersma ( 77e ).
En finale de coupe UEFA, Liverpool a pour adversaire le club allemand du Borussia Mönchengladbach. Le match aller se déroule à Anfield le 10 mai 1973. Kevin Keegan rentre dans l'histoire du club en quelques minutes. À la 21e minute, il ouvre le score après avoir envoyé le ballon dans les buts de la tête sur un centre de Toshack,. Quelques instants plus tard, il voit son penalty repoussé par le gardien du club allemand Wolfgang Kleff. À la 33e minute, Keegan inscrit un deuxième but d'une volée sur une nouvelle passe décisive de John Toshack. Après la mi-temps, Larry Lloyd augmente encore l'écart en faveur de Liverpool avec un but sur corner. Le Borussia Mönchengladbach a une occasion de marquer sur penalty trois minutes après le troisième but des Reds mais Ray Clemence arrête le tir de Jupp Heynckes,. Grâce à cette victoire 3 à 0, le Liverpool Football Club est en bonne position pour remporter la compétition avant le match retour. La finale n'est cependant pas terminée et le club anglais se fait peur au match retour. En Allemagne, Mönchengladbach se procure de nombreuses occasions de but et met la pression sur le club de la Mersey, à la suite du doublé de Jupp Heynckes aux 30e et 39e minutes. Fatigués par les efforts effectués en première mi-temps, les joueurs du club allemand sont moins incisifs et Liverpool gagne en confiance,. Le score n'évolue pas et le Liverpool Football Club remporte sa première coupe d'Europe, la coupe UEFA 1972-1973.
Lors de la Coupe d'Europe suivante, Liverpool passe le premier tour de la Coupe des clubs champions face aux amateurs luxembourgeois de la Jeunesse d'Esch. Au deuxième tour, les Reds sont sortis par l'Étoile rouge de Belgrade avec deux défaites 2 à 1. Liverpool participe à la Coupe d'Europe des vainqueurs de coupe 1974-1975. Lors de sa première rencontre de la compétition, le Liverpool Football Club remporte la partie contre Strømsgodset IF 11 buts à 0 avec des buts de neuf des dix joueurs de champ. Au match retour, Liverpool gagne 1 à 0 à l'extérieur et passe au tour suivant. L'adversaire des Reds au deuxième tour est Ferencváros TC. Au match aller, à domicile, le club anglais mène 1 à 0 grâce à un but de Kevin Keegan avant que le club hongrois ne marque à la 90e minute. Au match retour, rien n'est marqué et Liverpool est à nouveau éliminé au deuxième tour d'une compétition européenne.

### Domination européenne

#### Deuxième victoire en Coupe UEFA (1975-1976)
Lieu : Anfield (49 981 spectateurs), Liverpool, Angleterre.
Date : 28 avril 1976.
Score : Liverpool Football Club  3 - 2 FC Bruges.
Buts : Ray Kennedy   59e, Jimmy Case   61e, Kevin Keegan   65e.
Effectif de Liverpool : Ray Clemence, Phil Neal, Phil Thompson, Tommy Smith, Ray Kennedy, Emlyn Hughes , Kevin Keegan, David Fairclough, John Toshack ( 46e), Steve Heighway, Ian Callaghan, Jimmy Case ( 46e ).
Arbitre : Ferdinand Biwersi
Lieu : Olympiastadion (29 423 spectateurs), Bruges, Belgique.
Date : 19 mai 1976
Score : FC Bruges 1 - 1 Liverpool Football Club
Buts : Kevin Keegan   15e.
Effectif de Liverpool : Ray Clemence, Phil Neal, Phil Thompson, Tommy Smith, Ray Kennedy, Emlyn Hughes , Kevin Keegan, Jimmy Case, John Toshack ( 62e), Steve Heighway, Ian Callaghan, David Fairclough ( 62e ).
Décevant en Coupe d'Europe les deux années précédentes, le Liverpool Football Club entre dans la Coupe UEFA 1975-1976 le 17 septembre 1975 contre Hibernian. Liverpool perd la rencontre 1 à 0 ce qui l'oblige à remporter le match retour à Anfield. Malgré le but d'Hibernian, le Liverpool Football Club se qualifie pour le tour suivant grâce à un triplé de John Toshack. Les Reds passe un nouveau tour après une large victoire 9 à 1 lors de la double confrontation contre la Real Sociedad avec une victoire 6 à 0 au match retour à domicile. Au troisième tour, le club polonais du Śląsk Wrocław est l'adversaire du club anglais. Grâce à une victoire 2 à 1 en Pologne, à l'extérieur, Liverpool est en bonne position pour se qualifier pour le tour suivant. La qualification est assurée à Anfield grâce à un triplé du jeune joueur de Liverpool de 21 ans Jimmy Case. En quart de finale, le club anglais se déplace d'abord en Allemagne de l'Est sur le terrain du Dynamo Dresden avant de les recevoir à Anfield deux semaines plus tard. En Allemagne, Liverpool réalise une bonne performance en obtenant un match nul 0 à 0 après des arrêts de Clemence et notamment l'arrêt d'un penalty. Au match retour, les Reds l'emportent 2 à 1 grâce à des buts de Jimmy Case et Kevin Keegan. Qualifiée pour les demi-finales, l'équipe doit affronter le FC Barcelone. Le match aller se déroule au Camp Nou. Liverpool marque rapidement par Toshack à la 12e minute. L'équipe anglaise se crée d'autres occasions mais Keegan et Case par deux fois échouent dans le geste final. Au second match, à Anfield, l'équipe hôte est peu inquiétée. Ray Clemence n'a qu'un arrêt sur un coup franc à faire en première mi-temps. Au retour de la mi-temps, Phil Thompson ouvre le score à la 50e minute. Sur le coup d'envoi, Johan Cruijff centre pour Carles Rexach qui égalise. Un nouveau but permettrait à Barcelone de se qualifier mais Liverpool contrôle la fin de rencontre et se qualifie pour la finale de la Coupe UEFA.
Une nouvelle fois en finale d'une Coupe d'Europe, les Reds rencontrent le club belge du FC Bruges lors d'une double rencontre. Le 28 avril 1976, le Liverpool Football Club accueille le FC Bruges au match aller dans son stade d'Anfield. Devant 49 981 spectateurs, Liverpool est rapidement mené deux buts à zéro à la suite de buts de Raoul Lambert (5e) et Julien Cools (12e). Pour la deuxième mi-temps, Toshack est remplacé par Case. En cinq minutes, le Liverpool Football Club de Bob Paisley renverse totalement la solution. Ray Kennedy met le premier but, puis Case égalise après que la balle a rebondi sur le poteau à la suite d'une frappe de Ray Kennedy. Trois minutes plus tard, Steve Heighway provoque un penalty que Keegan transforme. Le score final de 3 à 2 permet à Liverpool d'avoir un avantage avant le match retour. À Bruges, le 19 mai 1976, le club belge attaque avec confiance et obtient un penalty après une main de Smith dans la surface de réparation. Lambert transforme et inscrit le premier but de la partie à la douzième minute pour Bruges. Trois minutes plus tard, Keegan égalise sur un coup franc. À la 50e minute, alors que les deux équipes sont toujours à égalité 1 à 1, Lambert met une frappe hors de portée du gardien de Liverpool mais le ballon termine sur le poteau. Clemence réalise des arrêts décisifs dans les dernières minutes et le club anglais préserve le match nul. Le Liverpool Football Club gagne 4 à 3 sur les deux matchs et remportent la Coupe UEFA.

#### Succès consécutifs en Coupe des clubs champions européens (1976-1978)

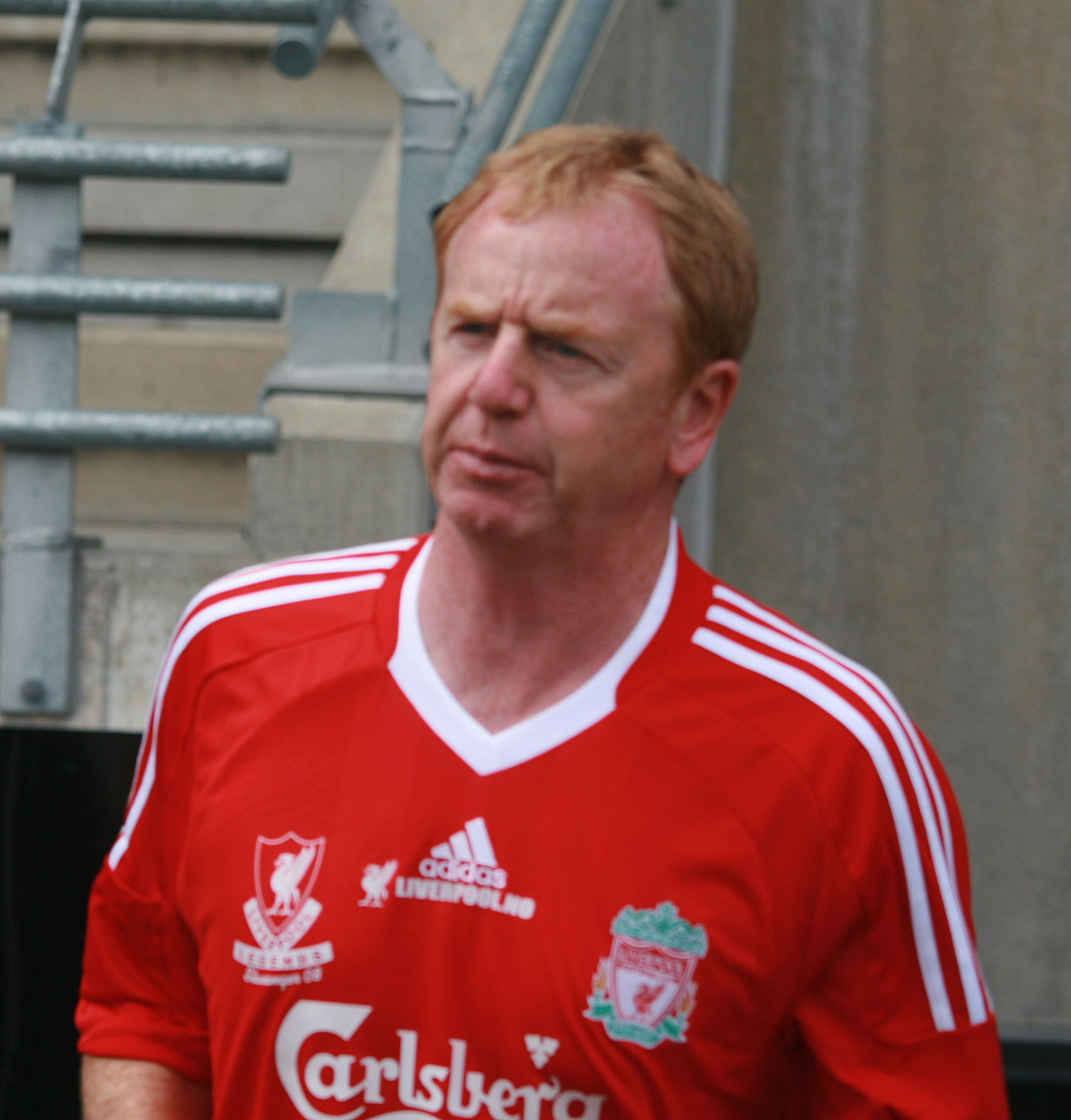
David Fairclough, ici en 2008, marque le but décisif contre Saint-Étienne.

Vainqueur de la Coupe UEFA l'année précédente, Liverpool a également remporté le championnat d'Angleterre, lui permettant de se qualifier pour la Coupe des clubs champions européens 1976-1977. Au premier tour, Liverpool bat le Crusaders Football Club 2-0 puis 5-0. Si le club anglais se fait surprendre en Turquie contre le Trabzonspor et perd 1 à 0 sur un penalty de Cemil. Au match retour, les Reds se mettent rapidement à l'abri sur leur pelouse. Grâce à trois buts dans les vingt premières minutes, ils l'emportent 3 à 0 et se qualifient pour le troisième tour. Les joueurs du club anglais sont opposés à l'ASSE. Cinq mois après le deuxième tour, Saint-Étienne accueille Liverpool et les domine 1 à 0 sur un but de Dominique Bathenay. Deux semaines plus tard, le Liverpool Football Club se reprend à domicile et retourne la situation grâce à une victoire 3 à 1 et un but décisif de David Fairclough à la 84e minute. La demi-finale est une formalité pour le champion anglais. Opposé au FC Zurich, les Reds gagnent en Suisse 3 à 1 grâce à un doublé de Phil Neal et un troisième but de Steve Heighway. À Anfield, Liverpool réalise une performance aussi bonne et l'emporte 3 à 0 grâce à un doublé de Case et à un troisième but de Keegan.
En 25 mai 1977, la finale de la Coupe des clubs vainqueurs se dispute à Rome sur une seule rencontre. Les Reds sont opposés au club allemand du Borussia Mönchengladbach. À la 22e minute, Rainer Bonhof tire à moins de 20 mètres sur le poteau. Six minutes plus tard, les joueurs de Liverpool traduisent leur possession de balle par un but. Ian Callaghan récupère la balle au milieu du terrain et la passe sur l'aile droite à Steve Heighway qui provoque et donne la balle à Terry McDermott qui frappe à dix mètres. Le ballon termine dans le petit filet et McDermott ouvre le score. Au retour de la mi-temps, Simonsen intercepte la balle et égalise pour les Allemands. Dix minutes plus tard, ils sollicitent le gardien de Liverpool Ray Clemence qui effectue un bel arrêt de pied. Cependant, le club anglais prend l'avantage à la 64e minute grâce à un but de Smith sur un corner tiré par Heighway. Clemence doit à nouveau réaliser une double parade avant que Keegan ne provoque un penalty pour les Reds. Neal le transforme et permet aux joueurs du Liverpool Football Club de soulever la coupe.
Grâce au succès en coupe des clubs champions européens, le Liverpool Football Club participe à la Supercoupe de l'UEFA qui oppose le vainqueur de la C1 et le vainqueur de la C2. Le club anglais doit affronter le Hambourg SV, vainqueur de la Coupe d'Europe des vainqueurs de coupe. La compétition se dispute lors d'une double rencontre. Le match aller se déroule au Volksparkstadion, et les deux équipes, Hambourg et Liverpool se neutralisent sur le score de 1 à 1. Au match retour à Anfield, Liverpool domine sans partage la rencontre et l'emporte 6 à 0, remportant un nouveau trophée européen.
Tenant du titre, Liverpool entre en lice dans la Coupe des clubs champions européens 1977-1978 au deuxième tour contre le champion de l'Allemagne de l'Est, le SG Dynamo Dresde. Liverpool s'assure de fortes chances la qualification dès le match aller avec une victoire 5 à 1 à domicile. Au match retour, en Allemagne, Dresden l'emporte 2 à 1 mais c'est Liverpool qui se qualifie au tour suivant sur les deux matchs. En mars 1978, le club champion d'Angleterre doit jouer le champion du Portugal, le Benfica Lisbonne. Une victoire 2 à 1 au Portugal permet aux Reds d'être libérés au match retour qu'ils remportent 4 à 1,. Le club de la Mersey se qualifie pour les demi-finales de la compétition qui est une revanche de la finale de Coupe UEFA 1972-1973 pour le Borussia Mönchengladbach. Le champion d'Allemagne de l'Ouest gagne au match aller sur le score de 2 à 1. Wilfried Hannes ouvre le score pour les Allemands à la 28e minute. L'égalisation de Johnson pour Liverpool est un bonheur de courte durée car Rainer Bonhof redonne l'avantage à Mönchengladbach sur coup franc une minute plus tard. Au match retour, Liverpool reprend rapidement les choses en main grâce à un but de la tête de Kennedy dès la 6e minute qui permet au club d'être provisoirement qualifié grâce à la règle des buts à l'extérieur. Dalglish double l'avantage des Reds avant la mi-temps grâce à une volée qui termine sa course sur la barre transversale. Case ajoute un troisième but peu avant l'heure de jeu. La victoire 3 à 0 permet au Liverpool Football Club de se qualifier pour une nouvelle finale de Coupe des clubs champions européens.
Le 10 mai 1978, la finale de la compétition se déroule dans le stade de Wembley. Le Liverpool Football Club, qui a l'avantage du terrain pour y jouer de nombreuses finales de coupes nationales lors des dernières saisons, rencontrent le club champion de Belgique, le FC Bruges. En première mi-temps, les Reds sollicitent de nombreuses fois le gardien de Bruges, Birger Jensen, qui préserve ses cages inviolées jusqu'à la mi-temps. À la 65e minute, les joueurs de Liverpool débloquent la situation. Sur une ouverture de Graeme Souness, Kenny Dalglish passe le ballon par-dessus Jensen qui a plongé et inscrit le seul et unique but de la finale. Phil Thompson réalise ensuite un dégagement sur la ligne pour conserver le but d'avance de Liverpool. Le Liverpool Football Club gagne 1 à 0 et glane pour la deuxième fois consécutivement la plus prestigieuse des coupes européennes, la coupe des clubs champions européens.

#### Échecs et nouveau succès retentissant (1978-1981)
Une nouvelle fois qualifiée pour la Coupe des clubs champions européens 1978-1979, l'équipe de Liverpool ne passe pas le premier tour. Le club de la Mersey est éliminé par un club rival, lui aussi anglais, Nottingham Forest. Nottingham s'impose 2 à 0 à domicile au match aller grâce à des buts de Garry Birtles et Barrett. Le match retour à Anfield termine sur un score nul et vierge et Liverpool, pourtant tenant du titre, est éliminé dès sa première double confrontation dans la compétition. Nottingham Forest remporte par la suite la compétition.
Champion d'Angleterre en 1978-1979, Liverpool est qualifié pour participer à la Coupe des clubs champions la saison suivante pour la troisième fois consécutivement. Le club anglais rencontre le champion d'URSS, le FC Dinamo Tbilissi, lors du premier tour de la compétition. Liverpool tient son rang au match aller avec une victoire à domicile 2 à 1 grâce à un coup franc décisif de Jimmy Case peu avant la mi-temps. Au match retour, les Soviétiques dominent les Reds 3 buts à 0 et les éliminent pour la deuxième fois de suite dès le premier tour de la Coupe d'Europe.
Qualifiée pour la quatrième fois de suite en C1, Liverpool se défait de ses adversaires plus aisément lors des premiers tours de l'édition 1980-1981. Après un match nul 1 à 1 en Finlande, Liverpool bat Oulun Palloseura 10 buts à 1 avec un triplé de Terry McDermott. Au deuxième tour, les Reds éliminent le champion écossais, Aberdeen, grâce à deux victoires, d'abord 1 à 0 à l'extérieur puis 4 à 0 à domicile. Au troisième tour, opposé au champion bulgare du CSKA Sofia, Liverpool l'emporte 5 à 1 à Anfield avec un triplé de Graeme Souness. Au match retour, le club anglais s'impose 1 à 0 en Bulgarie sur un but de Johnson. Ray Clemence arrête un penalty tiré par Markov lors de la fin du match retour. En demi-finale, Liverpool est opposé au champion d'Allemagne de l'Ouest, le Bayern Munich. Au match aller en Angleterre, Munich et Liverpool font match nul 0 à 0 bien que le joueur du Bayern Kurt Niedermayer frappe une fois sur la barre au cours de la partie. La deuxième rencontre de la double confrontation se déroule à Munich. Ray Kennedy ouvre le score pour le Liverpool Football Club à sept minutes de la fin à la suite d'un coup de pied de coin. Le Bayern Munich doit alors marquer deux buts pour se qualifier. Il n'en marque qu'un, à la 87e minute soit quatre minutes après le premier but, par Karl-Heinz Rummenigge. Le score final est de 1 à 1 sur les deux matchs et le but à l'extérieur de Liverpool permet aux Reds de se qualifier pour la finale de la compétition.
Date : 27 mai 1981.
Score : Liverpool Football Club  1 - 0 Real Madrid.
But : Alan Kennedy   82e.
Effectif de Liverpool : Ray Clemence, Phil Neal, Phil Thompson, Alan Hansen, Alan Kennedy, Sammy Lee, Terry McDermott, Graeme Souness, Ray Kennedy, Kenny Dalglish ( 87e), David Johnson, Jimmy Case ( 87e ).
La finale de la Coupe des clubs champions européens se dispute le 27 mai 1981 à Paris entre le Liverpool Football Club et le Real Madrid CF. Devant 48 360 spectateurs, Liverpool commence mieux que ses adversaires et oblige le gardien du Real à réaliser des arrêts sur des tirs d'Alan Kennedy et Kenny Dalglish. Le Real Madrid revient dans la partie qui s'équilibre. Alors que l'on se dirige vers la prolongation, Alan Kennedy file au but à la 81e minute sur une touche de Ray Kennedy et marque. Le club remporte une nouvelle fois la C1. Deux joueurs de Liverpool, l'Écossais Graeme Souness et l'Anglais Terry McDermott, mais également le joueur du Bayern Karl-Heinz Rummenigge, terminent meilleurs buteurs de la compétition avec 6 buts.

#### Drame du Heysel, la fin d'une ère (1981-1985)

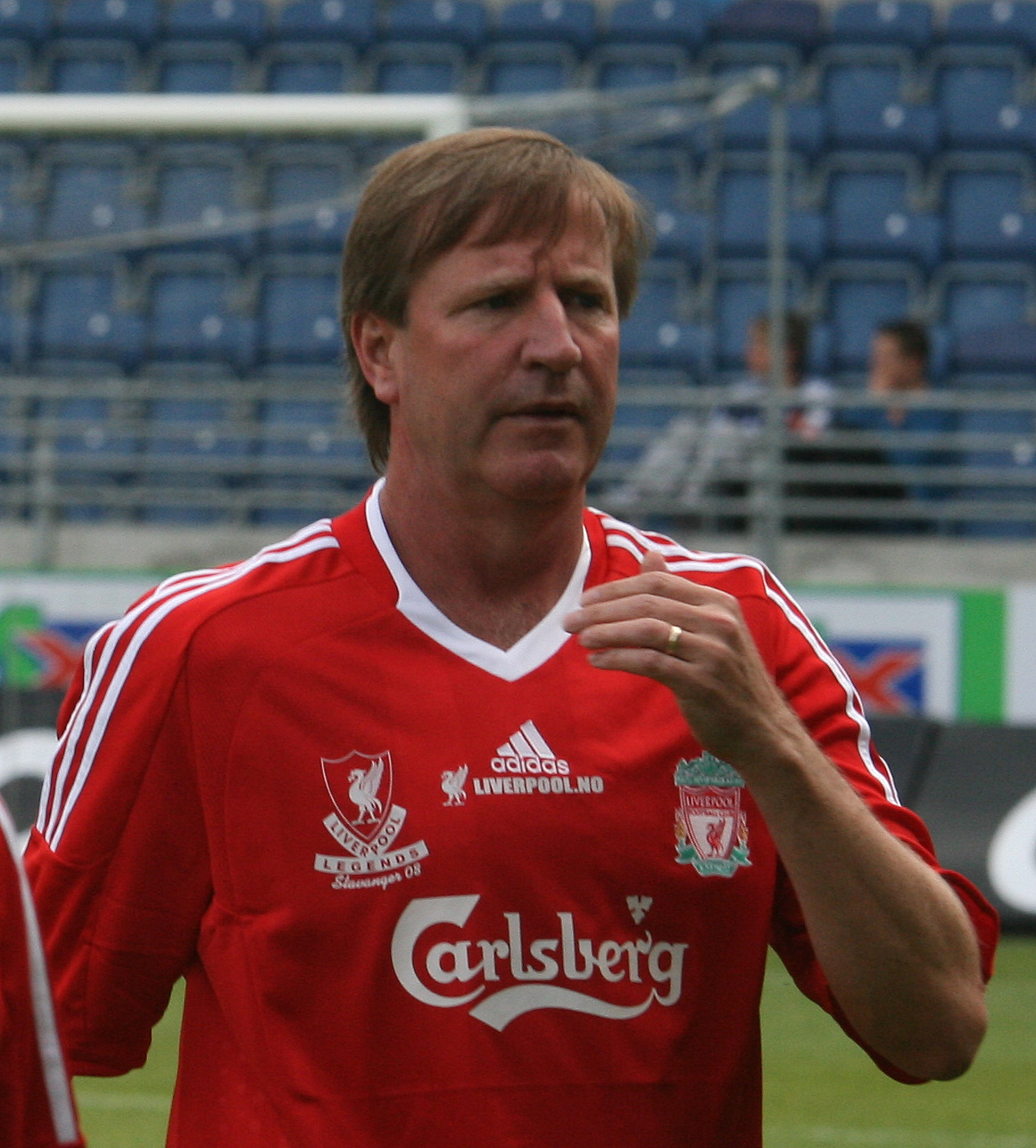
Ronnie Whelan (ici en 2008) marque à l'aller contre le CSKA Sofia mais cela ne suffit pas.

Liverpool participe à la Coupe des clubs champions européens une nouvelle fois en 1981-1982. Une nouvelle fois, Oulun Palloseura est l'adversaire des Reds au premier tour. En Finlande, Liverpool l'emporte 1 à 0 sur un but de Kenny Dalglish à la 84e minute. Le score du match retour est plus large avec une victoire 7 à 0 des joueurs du Liverpool Football Club avec un doublé de Terry McDermott et le premier but en Coupe d'Europe d'Ian Rush. Dalglish marque le premier but du match qui est la 100e réalisation du club en Coupe d'Europe. Au deuxième tour, Liverpool est accroché par l'AZ Alkmaar aux Pays-Bas 2 à 2 alors que les Reds mènent 2 à 0 à la mi-temps sur des buts de Johnson et Sammy Lee. Le club hollandais revient au score puis égalise grâce à un but à quatre minutes de la fin. Au match retour à Anfield, Liverpool prend l'avantage avec un but sur penalty de McDermott. Alkmaar égalise une première fois avant qu'Ian Rush redonne le club anglais une avance d'un but. Les Hollandais égalisent une seconde fois sur un but contre son camp de Thompson. Alors que les deux équipes se dirigent vers la prolongation, Liverpool marque un troisième but par Hansen à la 85e minute et qualifie le club anglais pour le tour suivant. Au troisième tour, Liverpool est opposé au CSKA Sofia. Le match aller se déroule à Anfield et domine 1 à 0 sur un but de Ronnie Whelan. Au match retour, le club bulgare gagne à son tour 1 à 0 sur un but de Stoycho Mladenov. L'attaquant du CSKA Sofia réalise le doublé en inscrivant un but dans la prolongation à la 101e minute, éliminant le Liverpool Football Club, tenant du titre.

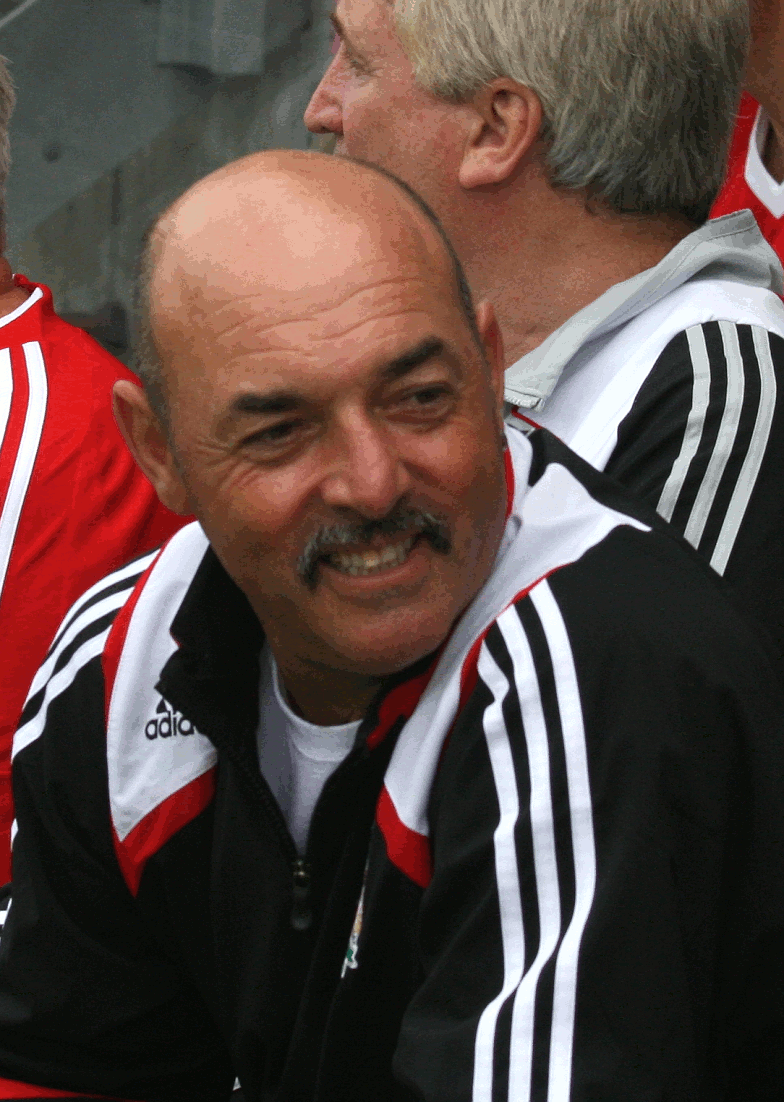
Bruce Grobbelaar est le gardien de Liverpool pendant les années 1980.

Au premier tour de l'édition 1982-1983, Liverpool est opposé à Dundalk. La victoire 4 à 1 à l'aller permet au club d'accueillir Dundalk sans pression deux semaines plus tard. Le deuxième match se solde par une deuxième victoire pour le club anglais. Le Liverpool Football Club doit alors affronter le vainqueur du championnat finlandais, le JK Helsinki. Bien que Liverpool perde 1 à 0 en Finlande à l'aller, il se qualifie après une victoire sur le score de 5 à 0 à Anfield. Lors de la rencontre aller du troisième tour de la compétition, Widzew Łódź reçoit les Reds en Pologne. Mis en difficulté sur les centres adverses, Bruce Grobbelaar, le gardien de Liverpool, doit s'incliner par deux fois en seconde mi-temps et le club anglais encaisse une défaite 2 à 0. Devant les 44 494 spectateurs présents à Anfield, Liverpool mène rapidement au score au match retour sur un penalty transformé par Neal au quart d'heure de jeu. Widzew Łódź égalise un peu plus d'un quart d'heure plus tard également sur penalty. Liverpool doit alors marquer trois buts sans en encaisser pour se qualifier. Les joueurs encaissent même un deuxième but par Smolarek. Finalement, le Liverpool Football Club remporte la partie 3 à 2 grâce à des buts d'Ian Rush et Hodgson dans les dix dernières minutes, mais est éliminé de la compétition.

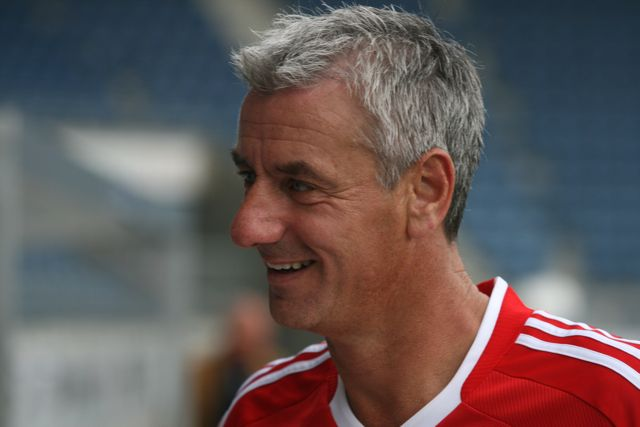
Ian Rush est l'un des buteurs de l'équipe durant les succès des années 1980.

Liverpool obtient une nouvelle fois sa qualification pour la Coupe des clubs champions européens 1983-1984. Le premier tour est aisément remporté par les Reds. Opposé à Odense, Liverpool remporte le match aller à l'extérieur sur un but de Kenny Dalglish à la 15e minute. Au match retour, l'avantage du terrain profiter au Liverpool Football Club qui l'emporte 5 à 0 avec des doublés de Robinson et Dalglish. Au deuxième tour, le club anglais a pour adversaire l'Athletic Bilbao. Les deux équipes se neutralisent à Anfield et le score final est de 0 à 0. Au retour, en Espagne, Liverpool se qualifie sur un but d'Ian Rush à la 66e minute sur une tête piquée qui rebondit devant le gardien et rentre dans les cages. Au tour suivant, Rush est une nouvelle fois décisif face au Benfica. Il offre à Liverpool une victoire à l'aller à domicile d'un nouveau but de la tête. Les Reds assurent leur victoire au Portugal avec une victoire 4 à 1 avec un doublé de Whelan, un but de Johnston et un autre de Rush. Liverpool se retrouve alors en demi-finale de la compétition et retrouve le champion roumain, le Dinamo Bucarest. À Anfield lors du match aller, Sammy Lee sur coup franc après une succession de fautes et permet aux Reds de gagner 1 à 0.

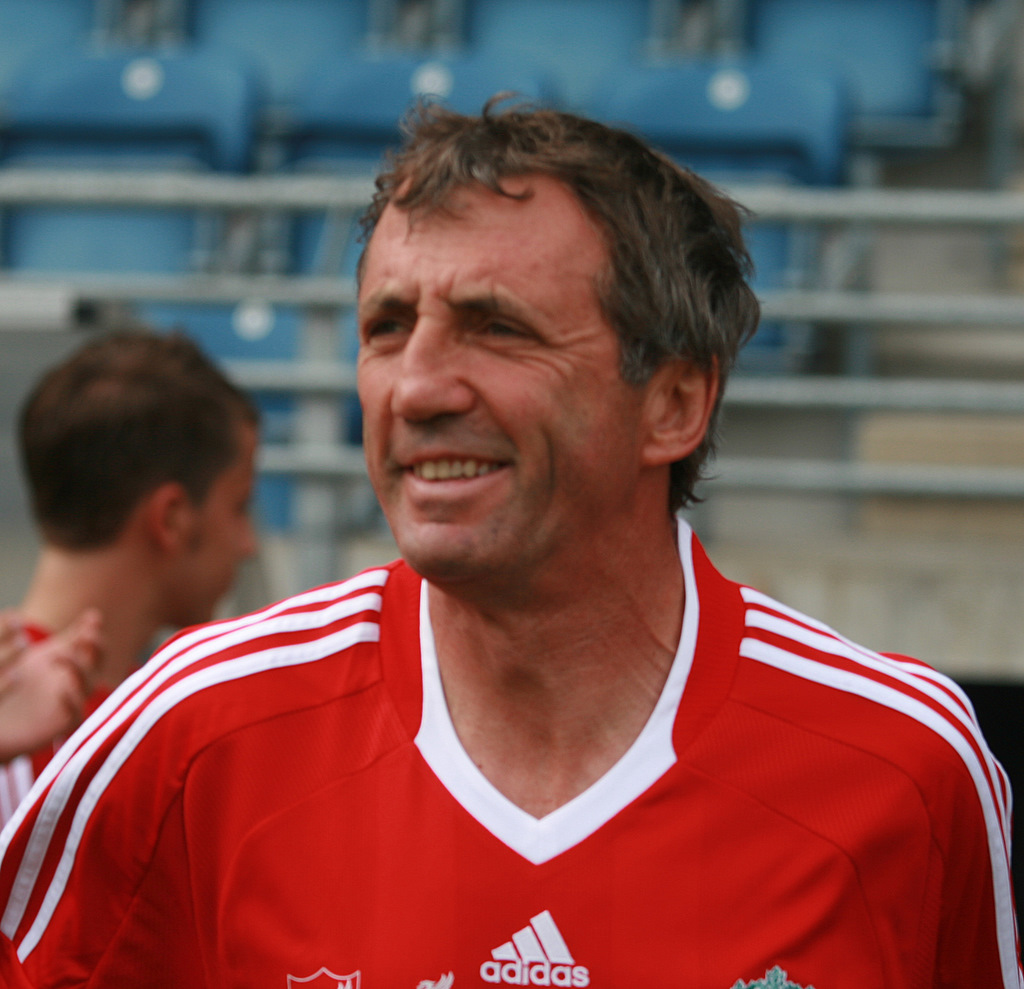
Alan Kennedy, ici en 2008, offre la quatrième Coupe des clubs champions au Liverpool Football Club en réussissant le dernier tir au but de la finale de 1984.

Date : 30 mai 1984.
Score : Liverpool Football Club  1 (4) - 1 (2) AS Roma.
But : Phil Neal   13e.
Tirs au but :
Nicol 
Neal 
Souness 
Rush 
Kennedy 
Effectif de Liverpool : Bruce Grobbelaar, Phil Neal, Alan Kennedy, Mark Lawrenson, Ronnie Whelan, Alan Hansen, Kenny Dalglish ( 94e ), Sammy Lee, Ian Rush, Craig Johnston ( 72e ), Graeme Souness , Michael Robinson ( 94e), Steve Nicol ( 72e ).
En Roumanie deux semaines plus tard, Ian Rush augmente l'avantage en faveur des joueurs de Liverpool grâce à un but sur corner dès la 11e minute. Même si Costel Orac égalise d'un coup franc des 20 mètres qui passe au-dessus du mur, Rush marque à nouveau à cinq minutes de la fin et son doublé permet à Liverpool de disputer une nouvelle finale de Coupe d'Europe. La finale de l'édition 1983-1984 de la C1 se dispute à Rome. Dans le Stadio olimpico, Liverpool est opposé à l'équipe résiliante dans le stade, l'AS Rome. La rencontre commence de belle manière pour le club anglais qui ouvre le score après un quart d'heure de jeu sur une reprise de Phil Neal. Devant le public romain venu en nombre soutenir son équipe, les joueurs de la capitale italienne égalise peu avant la mi-temps par Roberto Pruzzo sur un centre de Bruno Conti. Le score ne change ni pendant la deuxième mi-temps ni les prolongations. Une séance de tirs au but se déroule alors. Dès le premier tir de la séance, le joueur de Liverpool Steve Nicol rate. Mais alors que Conti et Francesco Graziani ratent leur tentative, les quatre autres tireurs de Liverpool marquent et le dernier d'entre eux, Alan Kennedy, offre au club une nouvelle coupe d'Europe.

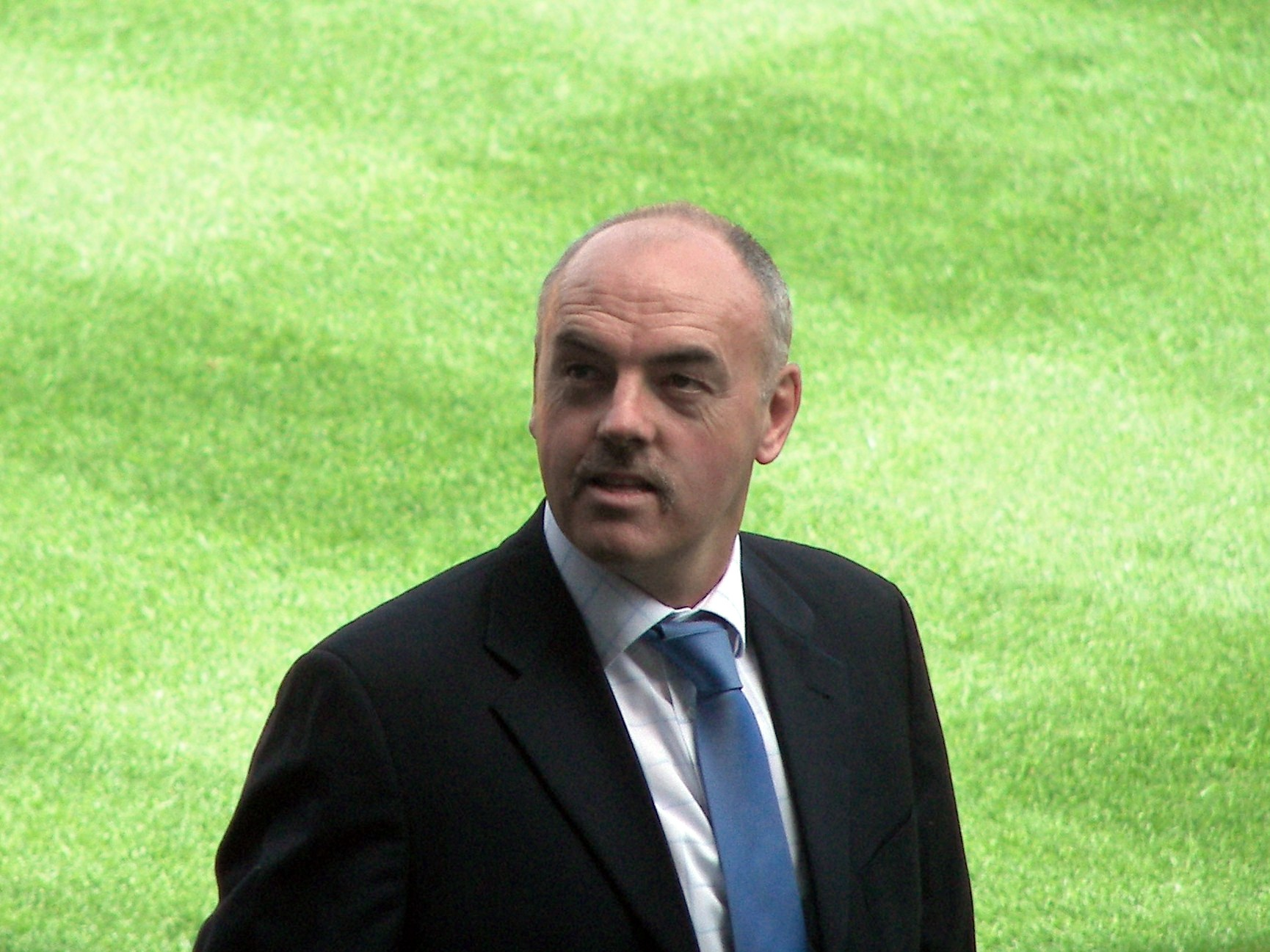
John Wark en 2007.

La Coupe des clubs champions européens 1984-1985 est la dernière de la domination du Liverpool Football Club. Au premier tour, Liverpool élimine Lech Poznań avec deux victoires, d'abord en Pologne 1 à 0 grâce à un but de John Wark, puis à domicile 4 à 0 avec un triplé de ce même Wark. Le match aller du deuxième tour se déroule à Anfield le 24 octobre 1984. Les Reds reçoivent le Benfica Lisbonne. Devant 27 733 spectateurs, le joueur de Liverpool Ian Rush réalise un triplé et permet à son équipe de l'emporter 3 à 1. Au match retour, le Liverpool Football Club concède une défaite 1 à 0 au Portugal mais se qualifie tout de même pour le tour suivant. En mars 1985, Liverpool est opposé à l'Austria de Vienne pour le troisième tour de la compétition. Le match aller se joue en Autriche et le club anglais obtient un match nul 1 à 1 grâce à un but de Steve Nicol à la 84e minute. Au match retour, à Anfield, Liverpool l'emporte 4 à 1 grâce à un doublé de Paul Walsh, un autre but de Nicol et un but contre son camp de Erich Obermayer. En demi-finale, le club champion d'Angleterre remporte le match aller 4 à 0 contre le Panathinaïkos avec des buts de Wark, un doublé de Rush et de Jim Beglin. Au match retour, Mark Lawrenson offre la victoire 1 à 0 au Liverpool Football Club qui se qualifie une nouvelle fois pour la finale de la compétition. La finale de la Coupe des clubs champions européens 1984-1985 se déroule à Bruxelles le 29 mai 1985.
De nouveau, les Reds atteignent la finale et cherchent à défendre le titre acquis l'année précédente contre l'AS Roma. Une fois de plus, ils tombent face à une équipe italienne, contre la Juventus. La Juve a gagné la saison d'avant la Coupe d'Europe des vainqueurs de coupe de football. Elle comprend dans ses rangs la majeure partie des Italiens détenteurs de la Coupe du monde de football de 1982 et Michel Platini, alors double Ballon d'or 1983 et 1984.
Avant la rencontre, une centaine d'Anglais envahissent la tribune des Italiens, créant une bousculade. Des dizaines de personnes sont piétinées et le bilan est lourd : 39 morts, 34 Italiens, deux Belges, deux Français et un Irlandais. Vers 21 h 30, les capitaines des deux formations lancent un appel au calme. Quelques minutes plus tard, les deux équipes entrent sur le terrain. Selon l'UEFA, un report du match aurait risqué de raviver la violence. La Juventus l'emporte sur le score d'un but à zéro, marqué par Michel Platini sur penalty accordé pour une faute commise sur Zbigniew Boniek moins d'un mètre au-dehors de la surface de réparation.
Appuyée par Margaret Thatcher, l'UEFA interdit pendant six ans tous les clubs anglais de participation en Coupes d'Europe. Le Liverpool Football Club est interdit de Coupe d'Europe pendant 10 ans. La peine est finalement réduite à 6 ans.

### Retour sur la scène européenne

#### Performances mitigées et absence (1991-1993)

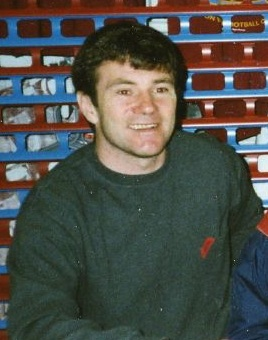
Ray Houghton inscrit un doublé pour le retour du club en Coupe d'Europe

Lors du championnat d'Angleterre 1990-1991, le Liverpool Football Club termine deuxième derrière Arsenal et se qualifie pour jouer la Coupe d'Europe. Après les six années de bannissement, Liverpool revient en Coupe d'Europe pour disputer la Coupe UEFA pour l'édition 1991-1992. Le club fait son retour contre le club finlandais Kuusyi Lahti à domicile, toujours dans le stade d'Anfield. L'équipe est composée de jeunes joueurs comme Steve McManaman. Seuls Steve Nicol, Ian Rush et Steve McMahon ont déjà joué un match en Coupe d'Europe. Les Reds remportent facilement le match 6 à 1 avec un quadruplé de Dean Saunders et un doublé de Ray Houghton. Au match retour, Liverpool concède une défaite 0 à 1, sa première depuis son retour, mais se qualifie pour le deuxième tour.
Au deuxième tour de la compétition, le club anglais est opposé au club français de l'AJ Auxerre. Au match aller, les joueurs du club français l'emportent 2 à 0. Anfield est deux semaines plus tard le lieu d'un renversement historique. Dès la quatrième minute du match, Liverpool obtient un penalty que Jan Mølby transforme. À la demi-heure de jeu, Mike Marsh remet les équipes à égalité sur la double confrontation en marquant de la tête son premier but pour le club. À moins de dix minutes de la fin de la rencontre, Mark Walters donne un avantage décisif aux Reds. La victoire 3 à 0 en Angleterre permet à Liverpool de se qualifier pour le tour suivant. C'est la première fois dans l'histoire du club qu'il se qualifie après avoir été battu de deux buts en Coupe d'Europe.
Le troisième tour est moins serré pour le Liverpool Football Club. Les joueurs se déplacent d'abord en Autriche pour affronter le FC Swarovski Tirol et revienne avec une victoire 2 à 0. Déjà auteur des deux buts à l'aller, Dean Saunders continue à marquer de nombreux buts au match retour avec un nouveau triplé. Rentré en cours de jeu, Barry Venison marque le quatrième but de la victoire 4 à 0 à Anfield, Liverpool se qualifie pour les quarts de finale.
Lors du match aller des quarts de finale, Liverpool s'incline en Italie contre le Genoa sur le score de 2 à 0 après un deuxième but à la 88e minute sur un coup franc de plus de 35 mètres. Au match retour, Liverpool n'arrive pas à remonter son retard une nouvelle fois et, au contraire, s'incline 1 à 2 malgré le but d'Ian Rush. Dominé, le club anglais doit s'incliner par deux fois contre l'attaquant uruguayen Carlos Alberto Aguilera.
La saison suivante, Liverpool est qualifié pour la Coupe d'Europe des vainqueurs de coupe de football 1992-1993 après avoir remporté la Coupe d'Angleterre l'année suivante. Facile vainqueur au premier tour de l'Apollon Limassol 8 à 2 sur les deux matchs, le Liverpool Football Club est ensuite largement dominé par le Spartak Moscou en huitièmes de finale à la fois en Russie sur le score de 4 à 2 mais également à Anfield par deux buts à zéro.

#### Campagnes européennes ratées (1993-2000)
Le Liverpool Football Club manque la qualification en Coupe d'Europe en 1993-1994 et 1994-1995, les premières saisons sans Coupe d'Europe de l'histoire du club sans prendre en compte le bannissement. Après deux saisons sans Coupe d'Europe à cause de résultats mitigés, Liverpool est engagé dans la Coupe UEFA 1995-1996 après la victoire en Coupe de la ligue anglaise l'année précédente. Exempté de tour préliminaire, Liverpool entre dans la compétition en trente-deuxièmes de finale et se défait avec difficulté de club russe Alania Vladikavkaz. Le club est éliminé sans gloire et dans l'anonymat contre Brøndby IF dès le tour suivant, en seizièmes de finale.
Vainqueur de la Coupe d'Angleterre, Liverpool participe à la Coupe d'Europe des vainqueurs de coupe de football 1996-1997. Après des premiers tours faciles contre MyPa 47 avec deux victoires 3 à 1 puis 1 à 0, le club suisse du FC Sion avec une large victoire 6 à 3 au match aller et une nouvelle 2 à 1 au match retour, Liverpool se retrouve aisément en quart de finale de la compétition. Le club anglais est alors opposé au SK Brann. Une victoire 3 à 0 au match aller permet au club d'assurer au match retour qui se termine sur un match nul un partout. Liverpool est alors dans le dernier carré de la compétition et se retrouve opposé au club français du Paris Saint-Germain. Malgré une victoire 2 à 0 lors du match retour à Anfield, le club anglais est éliminé après avoir subi une lourde défaite (3-0) lors du match aller à Paris.
Lors de la saison suivante, Liverpool est en Coupe UEFA et passe le premier tour contre le Celtic Glasgow grâce à la règle des buts à l'extérieur après que les deux équipes se sont quittés sur des matchs nuls aux matchs aller et retour. Au deuxième tour, Liverpool est une nouvelle fois éliminé par un club français comme l'année précédente : le RC Strasbourg parvient à battre les Reds 3 à 0 à la Meinau, Liverpool étant ensuite éliminé malgré une victoire au retour 2 à 0.
Pour la deuxième fois consécutivement, Liverpool est en Coupe UEFA lors de la saison 1998-1999. L'adversaire au premier tour est le MFK Košice et Liverpool sort largement vainqueur de la double confrontation entre les deux clubs par 5 à 0 et 3 à 0. Le club anglais se sort du deuxième tour contre Valence à nouveau grâce à la règle des buts à l'extérieur. Au troisième tour, le Liverpool Football Club est à nouveau opposé à un club espagnol, le Celta de Vigo, mais est cette fois battu lors des deux matchs sur les scores de 0 à 1 lors du match aller et 1 à 3 au retour.

### Nouveaux succès européens

#### Retour au plus haut niveau (2000-2003)
Lieu : Westfalenstadion (48 050 spectateurs), Dortmund, Allemagne.
Date : 16 mai 2001.
Score : Liverpool Football Club  5 - 4 (a.p.) Deportivo Alavés.
Buts : Markus Babbel   4e, Steven Gerrard   16e, Gary McAllister   41e, Robbie Fowler   73e, Delfí Geli   116e (csc).
Effectif de Liverpool : Sander Westerveld, Jamie Carragher, Stéphane Henchoz ( 56e), Sami Hyypiä, Markus Babbel, Steven Gerrard, Gary McAllister, Dietmar Hamann, Danny Murphy, Emile Heskey ( 65e), Michael Owen ( 79e), Vladimír Šmicer ( 56e ), Robbie Fowler ( 65e ), Patrik Berger ( 79e ).
En terminant quatrième du championnat en 1999-2000, le Liverpool Football Club se qualifie pour le premier tour de la Coupe UEFA 2000-2001. Le club passe le premier tour grâce à une courte victoire au match aller 1 à 0 en Roumanie contre le Rapid Bucarest sur un but de Nick Barmby. Au match retour, aucune des deux équipes ne marque et le club anglais se qualifie pour le tour suivant.
Le deuxième tour des Reds est moins compliqué. Opposé au FC Slovan Liberec, Liverpool s'impose à l'aller et au retour par une marge d'un but et est alors tiré au sort contre l'Olympiakos. Les champions de Grèce ont terminé troisième de leur groupe de Ligue des Champions, battus à la différence de but par l'Olympique lyonnais. Le match aller a lieu en Grèce au stade Karaïskaki. Nick Barmby ouvre le score pour Liverpool. L'Olympiakos égalise d'un retourné acrobatique mais Steven Gerrard redonne l'avantage aux Reds une minute plus tard sur corner d'une tête décroisée. Le club grec réussit à égaliser à la dernière minute, le match se termine sur le score de 2 à 2.
Seulement quatre jours après sa victoire en Coupe d'Angleterre, Liverpool est opposé au Deportivo Alavés en finale de la compétition. Favoris, les Reds justifient rapidement ce statut en marquant par Markus Babbel et Steven Gerrard après moins d'un quart d'heure de jeu. Après un but d'Iván Alonso pour Alavés, Gary McAllister redonne deux buts d'avance pour Liverpool sur penalty. Un doublé de Javi Moreno permet au club espagnol d'égaliser avant que Robbie Fowler redonne l'avantage au Liverpool FC. Alavés égalise à une minute de la fin de la rencontre. En prolongation, Liverpool s'impose sur un but en or de Delfí Geli contre son camp inscrit sur coup franc de Gary McAllister. Le Liverpool Football Club remporte la Coupe UEFA 2000-2001, la première compétition européenne gagnée par le club depuis 17 ans.
Liverpool dispute ensuite la Supercoupe de l'UEFA 2001 contre le Bayern Munich le 24 août 2001 au Stade Louis-II de Monaco. Après des buts de John Arne Riise et Emile Heskey, le Liverpool Football Club mène à la mi-temps 2 à 0. Une minute après la pause, Michael Owen ajoute un troisième but pour les Reds. Même si les joueurs du club allemand réduisent l'écart par Hasan Salihamidžić puis Carsten Jancker, Liverpool remporte le trophée après cette victoire 3 à 2.
Lors de la Ligue des champions de l'UEFA 2001-2002, Liverpool doit à nouveau passer par le troisième tour qualificatif. Il rencontre le Football Club Haka Valkeakoski qu'il bat aisément 5 à 0 à Anfield et 4 à 1 en Finlande. L'équipe participe donc à la première phase de groupe 
qui l'oppose à Boavista, au Borussia Dortmund et au Dynamo Kiev. Liverpool termine premier du groupe et invaincu, remportant ses deux matchs contre Kiev, et faisant deux fois match nul 1 à 1 contre Boavista. Il se qualifie pour la deuxième phase de groupe grâce à une dernière rencontre remportée sur le score de 2 à 0 le 30 octobre 2001 contre le Borussia Dortmund.

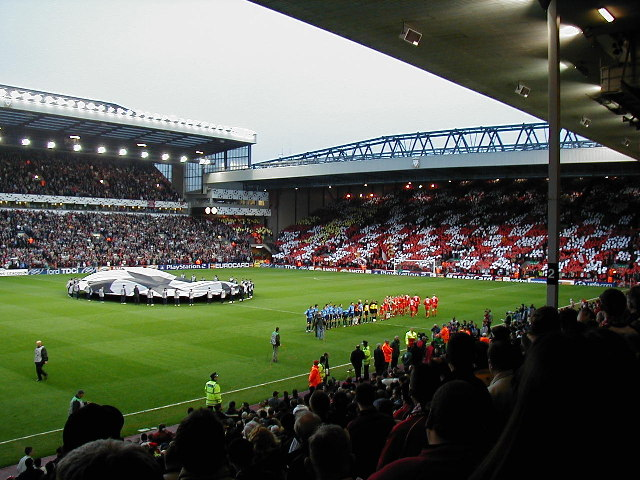
Alignement des joueurs avant le quart de finale de Ligue des Champions entre Liverpool et le Bayer Leverkusen à Anfield.

Le club y retrouve le FC Barcelone, l'AS Rome et Galatasaray. Battu à Anfield par Barcelone, Liverpool ne peut faire mieux que décrocher la deuxième place du groupe de justesse grâce à une victoire 2 à 0 contre Rome et des matchs nuls obtenus à l'extérieur. Après les six rencontres, le Liverpool Football Club termine finalement devant l'AS Rome grâce aux confrontations directes.
En quart de finale de la compétition, Liverpool est opposé au Bayer Leverkusen. Leverkusen va jusqu'en finale de la compétition, battu par le Real Madrid.
Lors de la Ligue des champions de l'UEFA 2002-2003, le Liverpool Football Club termine troisième du groupe B. Battu deux fois contre Valence, le club anglais est également dépassé au classement par le FC Bâle qui ne s'incline qu'une fois contre Valence. Reversé en Coupe UEFA, Liverpool passe le stade des seizièmes de finale contre le Vitesse Arnhem. En huitièmes de finale, le club anglais domine l'AJ Auxerre par deux victoires sans encaisser de but. Liverpool fait partie des huit dernières équipes de la compétition mais est éliminé au stade des quarts de finale par le Celtic Glasgow, futur finaliste de l'épreuve.

#### Vers une nouvelle victoire en C1 (2003-2005)
Au premier tour de la Coupe UEFA 2003-2004, Liverpool est tenu en échec au match aller mais se défait aisément de l'Olimpija Ljubljana grâce à une victoire 3 à 0 au match retour. Le club anglais passe le tour suivant aux dépens du Steaua Bucarest grâce à une nouvelle victoire au match retour. Le seizième de finale des Reds est à sens unique. Liverpool s'impose 2 à 0 à l'aller à Anfield contre le Levski Sofia puis à nouveau 4 à 2 en Bulgarie au match retour. En huitièmes de finale, le Liverpool Football Club est éliminé par l'Olympique de Marseille, futur finaliste de l'épreuve, après avoir été tenu en échec un but partout à l'aller et s'être incliné 2 à 1 au stade Vélodrome au match retour.
Lors de l'édition 2004-2005 de la Ligue des champions de l'UEFA, les Reds passent d'abord par un tour de qualification contre le Grazer AK. Le comité directeur a donné pour premier tâche au nouvel entraîneur de Liverpool, Rafael Benítez, de se qualifier pour la phase de poule. Le match aller se déroule comme prévu avec une victoire 2 à 0 à Graz grâce à un doublé de Steven Gerrard. Liverpool éprouve plus de difficultés au match retour, à Anfield, et s'incline d'une volée à la 55e minute. Malgré cette défaite 1 à 0, le club anglais se qualifie pour la phase de poule de la Ligue des Champions.
Le tirage au sort l'oppose alors à l'AS Monaco, l'Olympiakos Le Pirée et au Deportivo La Corogne. Finaliste lors de l'édition précédente, l'AS Monaco de Didier Deschamps se présente diminué à Anfield par des blessures. Le club français s'incline sur deux buts de Djibril Cissé et Milan Baroš sans en marquer un. Deux semaines plus tard, Liverpool se déplace en Grèce sans Steven Gerrard et perd une rencontre importante contre l'Olympiakos Le Pirée par un but à zéro. Le club de la Mersey domine contre le Deportivo La Corogne à domicile mais ne marque pas pour un score final de 0 à 0. Cissé se blesse gravement et ne se déplace pas pour jouer le match retour, que Liverpool remporte 1 à 0 en Espagne. Défait par Monaco sur un but de Javier Saviola entaché d'une main, Liverpool doit battre l'Olympiakos Le Pirée pour se qualifier pour les huitièmes de finale. Le 8 décembre 2004, Liverpool est en difficulté, et est mené un but à zéro à la mi-temps. Grâce à des buts de Florent Sinama-Pongolle juste après la mi-temps, puis de Neil Mellor à la 80e minute et du capitaine Steven Gerrard six minutes plus tard, le Liverpool Football Club remporte la rencontre trois buts à un le club grec à Anfield. Il se qualifie pour la suite de la compétition en terminant devant l'Olympiakos grâce à sa meilleure différence de buts dans les confrontations directes (3 à 2).
En huitièmes de finale de la Ligue des Champions, Liverpool est opposé au Bayer Leverkusen qui a terminé premier du groupe B devant le Real Madrid. Grâce à deux victoires 3 à 1, les Reds se qualifient pour les quarts de finale. La deuxième rencontre est marquée par un doublé de l'Espagnol Luis García. Leur adversaire est alors la Juventus. Ce match est également l'occasion de se souvenir du drame du Heysel, vingt ans après. Grâce à un succès 2 à 1 à domicile, Liverpool est en position favorable avant le déplacement au Stadio delle Alpi. Grâce à l'obtention d'un match nul 0 à 0 au match retour, le club anglais est qualifié pour le tour suivant.
En demi-finale, Liverpool est opposé à Chelsea, autre club d'Angleterre. À Stamford Bridge, les deux équipes se neutralisent et le score final est de 0 à 0. Au match retour, Liverpool marque rapidement un but litigieux devant la tribune principale d'Anfield. Chelsea ne réussit pas à faire trembler les filets des joueurs du Liverpool FC et les Reds se qualifient pour la finale de la Ligue des Champions.
Liverpool atteint donc la finale de la Ligue des Champions 2005 où ils sont opposés au Milan AC. Disputée à Istanbul, dans le stade olympique Atatürk, la finale est surnommée « Le miracle d'Istanbul » par son scénario improbable. Menée 3 à 0 à la mi-temps, les joueurs du Liverpool Football Club renversent la situation en inscrivant trois buts en six minutes par Steven Gerrard, Vladimír Šmicer et Xabi Alonso. Le club anglais l'emporte ensuite aux tirs au but après un nouvel arrêt de Jerzy Dudek.

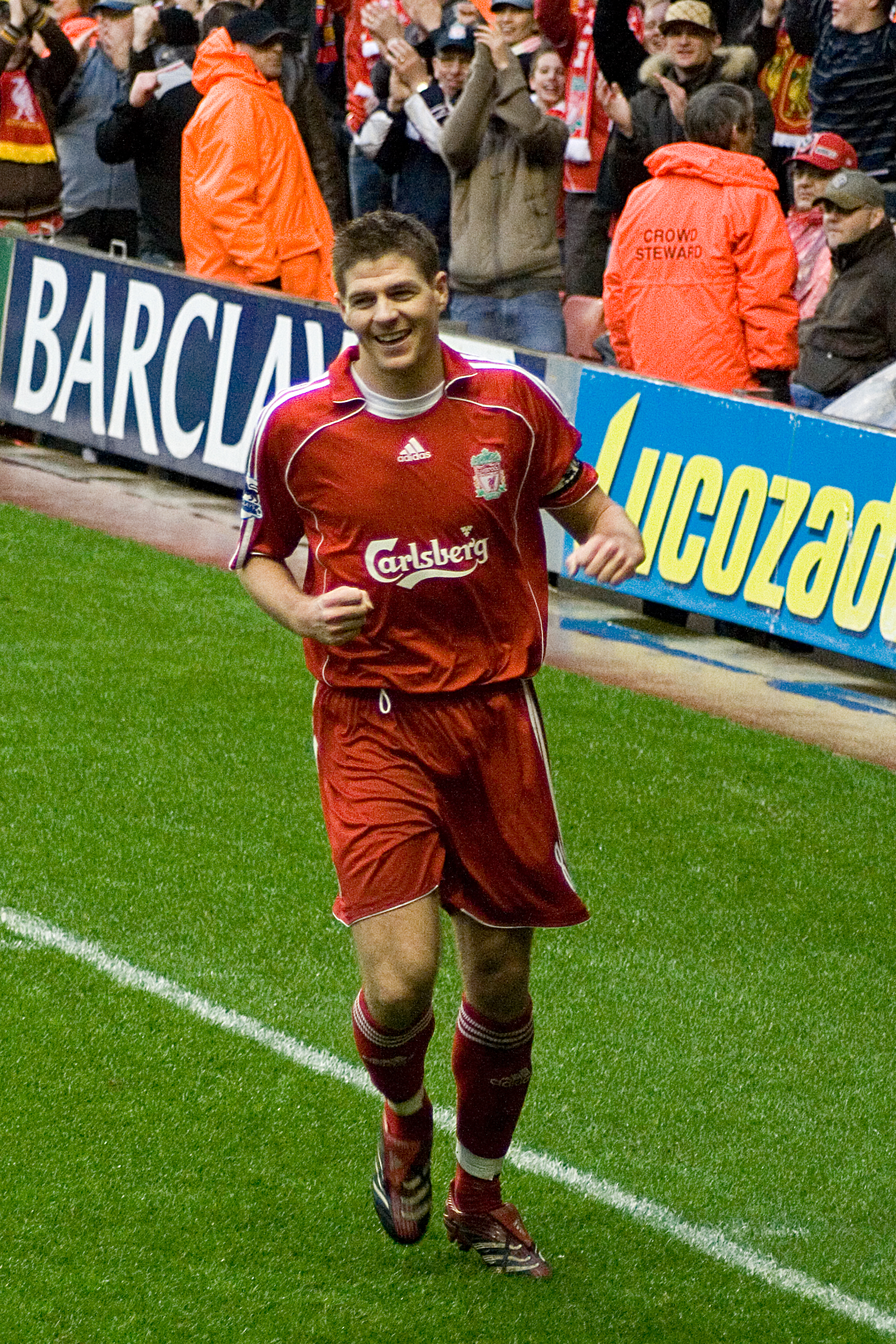
Steven Gerrard
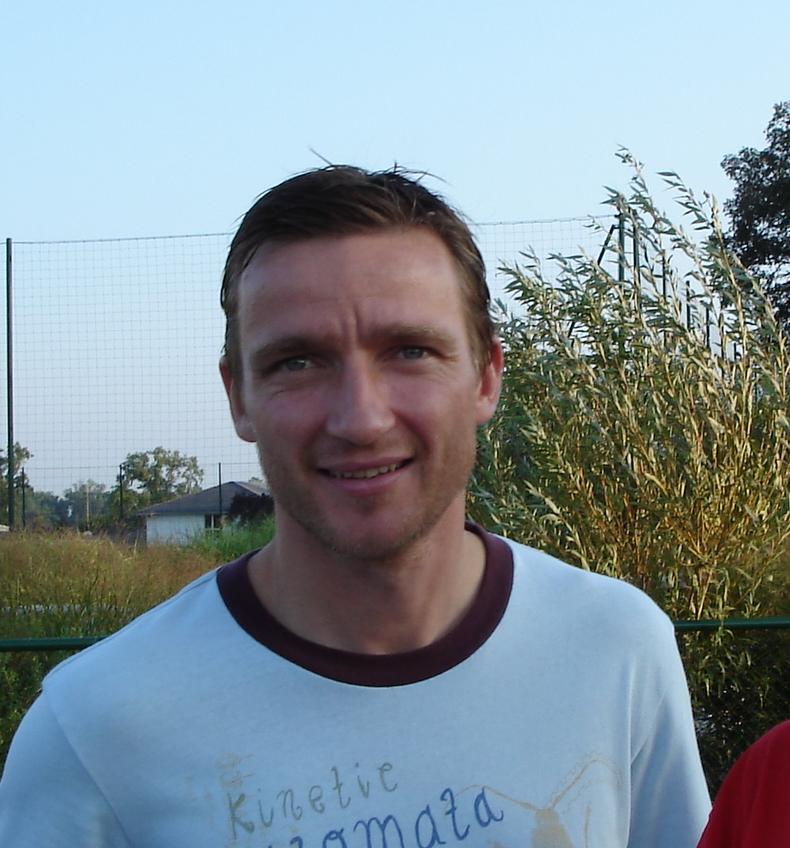
Vladimír Šmicer
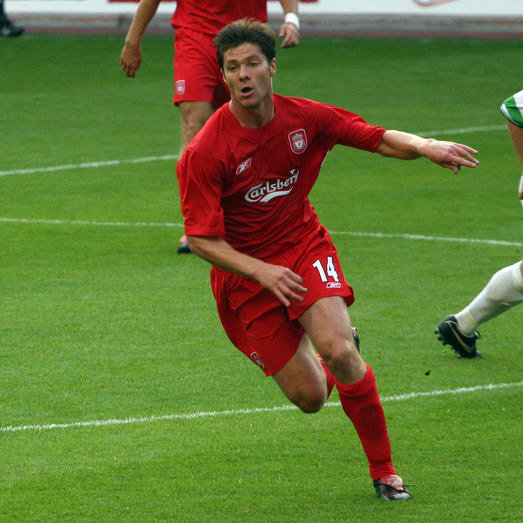
Xabi Alonso

#### Échecs en demi-finales et finale de Ligue des champions (2005-2009)
Cinquième du championnat, le Liverpool Football Club ne se qualifie pas pour défendre son titre en terminant aux portes des places en Ligue des Champions. Mais l'UEFA décide d'intégrer Liverpool parmi les équipes qualifiées pour le tour préliminaire en tant que tenant du titre.
Malgré la polémique créée autour de cette décision, les joueurs du club anglais se montrent à leur place dans la Ligue des Champions en surclassant le TNS Llansantffraid par 3 à 0 lors des deux rencontres du premier tour préliminaire. Le deuxième tour est également une formalité pour les Reds qui battent le FBK Kaunas 3 à 1 en Lituanie et 2 à 0 sur leur pelouse d'Anfield. Le troisième tour est plus compliqué mais la victoire 3 à 1 à l'extérieur à l'aller en Bulgarie contre le FK CSKA Sofia permet à Liverpool que la défaite d'un but concédée au retour n'ait pas d'importantes conséquences.
Positionné dans le groupe G avec Chelsea, le Liverpool Football Club sort premier et invaincu de sa poule avec trois victoires et trois matchs nuls. En huitièmes de finale, Liverpool est opposé au Benfica Lisbonne et s'incline d'abord au Portugal à l'Estádio da Luz sur un but de Luisão en fin de match. À Anfield, le club anglais tombe et perd son trophée en s'inclinant à nouveau deux semaines après le premier revers. Éliminé dès les huitièmes de finale de la Ligue des Champions, Liverpool ne défend pas son titre au stade de France où le FC Barcelone remporte la compétition et succède au palmarès au Liverpool Football Club.
La qualification pour la Ligue des champions de l'UEFA 2006-2007 est obtenue sur le terrain, Liverpool termine troisième du championnat au terme d'une saison pleine conclue par une victoire en Coupe d'Angleterre. Le club est directement qualifié pour les phases de poule dont il sort une nouvelle fois en tête. Les Reds remportent tous leurs matchs à Anfield contre Galatasaray, les Girondins de Bordeaux puis le PSV Eindhoven.
En huitièmes de finale, Liverpool élimine le FC Barcelone lors d'une double confrontation entre les deux derniers clubs vainqueurs de la compétition grâce à la règle des buts à l'extérieur. La victoire 2 à 1 obtenue au Camp Nou sur des buts de Craig Bellamy et John Arne Riise permet aux Reds de ne pas être éliminés malgré la défaite 1 à 0 à Anfield sur un but de Eidur Gudjohnsen. En quart de finale, Liverpool tue le suspens dès le match aller en battant le PSV Eindhoven 3 à 0 aux Pays-Bas. La victoire 1 à 0 au match retour sur un but de Crouch, déjà buteur à l'aller, assure la qualification pour les demi-finales.
En demi-finale, Liverpool est de nouveau face à Chelsea. Chacune des deux équipes gagne 1 à 0 sur sa pelouse et se dirige vers la prolongation. Lors des deux mi-temps de prolongation de quinze minutes jouées au match retour à Anfield, aucun but n'est marqué et les deux équipes doivent se départager aux tirs au but. Dans cet exercice, Liverpool domine son rival anglais en marquant ses quatre penaltys alors que Robben puis Geremi échouent pour les Blues.
Les Reds sont qualifiés pour la finale de la Ligue des Champions qui a lieu le mercredi 23 mai 2007. Lors d'un match moins spectaculaire que la finale 2005, le Milan AC prend sa revanche sur les Reds qui les ont battus deux années précédemment à Istanbul. Grâce à un doublé de Filippo Inzaghi, Milan l'emporte deux buts à un et empêche Liverpool de remporter sa sixième C1.
Lors de la saison suivante, Liverpool est une nouvelle fois qualifié en Ligue des Champions grâce à une troisième place lors du Championnat d'Angleterre de football 2006-2007. Le club anglais entre dans l'édition 2007-2008 au troisième tour. Opposé au club français de Toulouse, les Reds s'imposent à l'aller en Haute Garonne 1 à 0 puis 4 à 0 deux semaines plus tard à Anfield. Qualifié pour la phase de poule de la compétition, le Liverpool Football Club se voit opposer le FC Porto, l'Olympique de Marseille et le Beşiktaş. Liverpool arrache d'abord le point du match nul au Portugal. Lors du premier match de poule à Anfield, les Reds s'inclinent pour la première fois de son histoire à domicile contre un club français. L'Olympique de Marseille bat en effet le club anglais 1 à 0 sur un but de Mathieu Valbuena. La double confrontation contre le club du Beşiktaş Istanbul s'annonce décisive. Mal parti avec un point en deux matchs, le club n'arrange pas sa situation après un nouveau revers, en Turquie cette fois-ci. Deux semaines plus tard, dans le stade des Reds, les joueurs de Liverpool s'imposent sur un score record de 8-0 avec un triplé de Yossi Benayoun. Lors du match retour contre Porto, Liverpool l'emporte sur le score large de 4 à 1 avec un doublé de Fernando Torres. Lors de la dernière rencontre de la phase de poule, Liverpool se déplace au Stade Vélodrome pour jouer un match décisif contre Marseille pour la qualification. Rapidement, le club anglais tue le suspens grâce à deux buts dans les dix premières minutes de Fernando Torres puis Steven Gerrard. Le score final est de 4 à 0 après de nouveaux buts de Kuyt et Babel. Liverpool se qualifie pour les huitièmes de finale.
Opposé à l'Inter de Milan à ce stade, Liverpool gère correctement le match aller à domicile. Après l'expulsion de Marco Materazzi à la demi-heure de jeu, les joueurs du club anglais marquent par deux fois dans les cinq dernières minutes du match par Kuyt et Gerrard. Le match retour est presque une formalité. Grâce à l'avantage acquis au match aller, Liverpool attend les joueurs du club italien. Réduit à dix à la 50e minute, l'Inter ne marque pas et s'incline même sur une frappe du buteur espagnol de Liverpool Torres. Grâce à ce nouveau succès, le club de la Mersey se qualifie pour les quarts de finale.

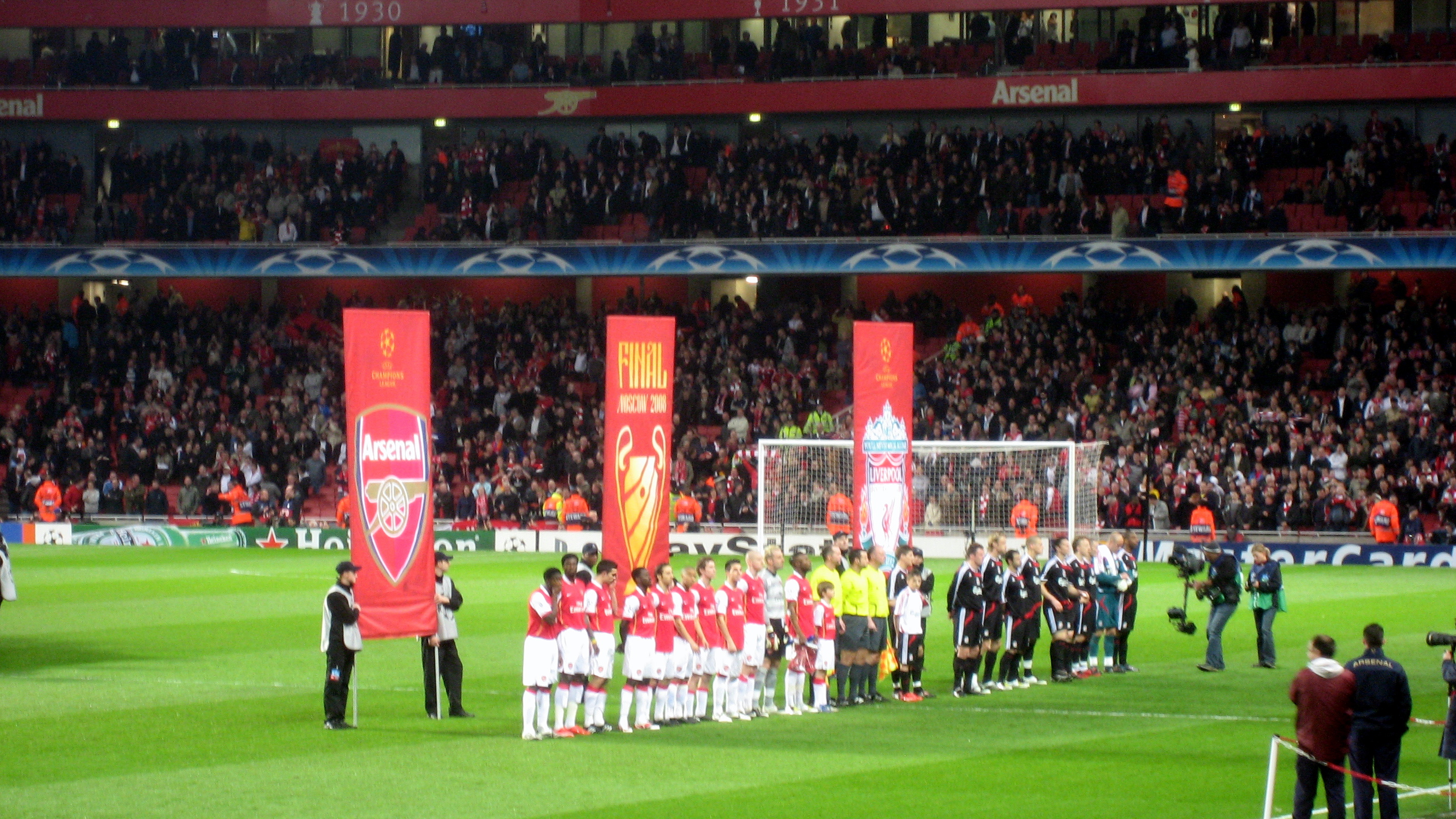
Liverpool élimine Arsenal à la suite d'un match retour historique.

En quart de finale aller, le Liverpool Football Club se déplace à l'Emirates Stadium, stade d'Arsenal récemment construit. Arsenal ouvre le score par Emmanuel Adebayor mais Kuyt égalise trois minutes plus tard. Le match retour est ouvert, Arsenal ouvre le score par Abou Diaby et se qualifie provisoirement. D'une tête sur corner, Sami Hyypiä égalise à la demi-heure de jeu avant que Torres ne donne l'avantage à Liverpool à la 69e minute. Si Adebayor marque un à la 84e minute du match après une longue course de Théo Walcott, l'avantage d'Arsenal, alors qualifié, ne dure que deux minutes. Sur le coup d'envoi, les joueurs de Liverpool se ruent à l'attaque et obtiennent un penalty que Steve Gerrard transforme. Babel ajoute un quatrième but en contre, assurant la qualification des Reds.
En demi-finale, Liverpool est une nouvelle fois opposé au Chelsea Football Club de Frank Lampard et Didier Drogba. L'équipe de Rafael Benítez concède un match nul 1 à 1 à la dernière minute du match aller sur un but contre son camp de Riise. Lors de la deuxième manche, un but de Torres à l'heure de jeu répond à l'ouverture du score de Drogba. À la fin du temps règlementaire, les deux équipes sont une nouvelle fois dos à dos sur le score de 1 à 1. Comme la saison précédente, les deux équipes vont en prolongation lors de laquelle Chelsea marque à deux reprises par Lampard sur penalty puis Drogba. Liverpool tente de réagir mais le but de Torres est insuffisant pour qualifier le club du Nord de l'Angleterre. Chelsea va en finale et s'incline contre un autre club anglais, Manchester United, après une séance de tirs au but à suspens.
Après s'être sorti d'un tour préliminaire difficile contre le Standard de Liège, champion de Belgique la saison précédente, d'un but en prolongation après deux 0 à 0, Liverpool se retrouve dans le groupe D de la Ligue des champions de l'UEFA 2008-2009 en compagnie de l'Atlético de Madrid, l'Olympique de Marseille et le PSV Eindhoven. Avec deux matchs nuls en deux rencontres contre le club de Madrid et des victoires lors des quatre autres rencontres, Liverpool termine premier de son groupe et se qualifie pour les huitièmes de finale.
Le club anglais est alors opposé au Real Madrid et le domine largement lors de grandes victoires européennes, d'abord 1 à 0 au stade Santiago Bernabéu puis 4 à 0 à Anfield. Puis, pour la cinquième saison consécutive, Liverpool rencontre Chelsea en Coupe d'Europe, cette fois-ci à l'occasion du quart de finale de la Ligue des Champions. Le match aller a lieu à Anfield et bien que Torres ne soit le premier à marquer, Branislav Ivanović lui répond d'un doublé avant que Drogba n'augmente l'écart, Liverpool s'incline 3 à 1. Le match retour est l'un des plus beaux de la compétition[réf. nécessaire]. Les Reds mènent rapidement 2 à 0 et croient en leur chance de qualification. Au retour des vestiaires, Chelsea marque par deux fois et égalise avant de prendre l'avantage. Mais Liverpool n'a pas dit son dernier mot et marque deux buts en deux minutes par Lucas et Kuyt. Reprenant l'avantage, il ne lui manque qu'un but pour se qualifier mais c'est finalement Lampard qui inscrit le dernier but du match à la 89e minute, éliminant Liverpool après ce match nul 4 à 4.

#### Performances en Coupe UEFA et Ligue Europa (2009-2011)

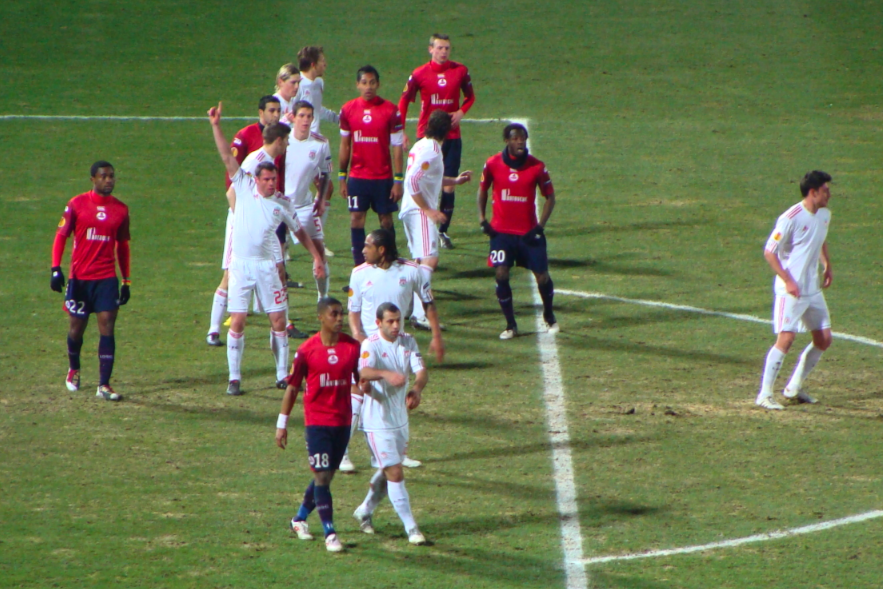
Lille / Liverpool en 2010.

Les adversaires du groupe de Ligue des champions 2009-2010 sont abordables pour Liverpool qui part favori du groupe. Mais deux défaites contre la Fiorentina et une à domicile contre Lyon après avoir encaissé un but à la toute fin du match, empêche le club d'aller plus loin dans la compétition. Grâce à deux victoires 1-0 contre Debrecen, le Liverpool Football Club termine troisième du groupe et est repêché pour disputer la Ligue Europa, première édition de la nouvelle compétition européenne remplaçant la Coupe UEFA.
Le club est alors opposé au FC Unirea Urziceni qu'il bat par deux fois, 1 à 0 et 3 à 1. Au match aller du huitième de finale, Liverpool se déplace en France pour jouer Lille. Le club anglais y perd 1 à 0 sans compromettre ses chances de qualification. Le scénario du match retour à Anfield est tout autre. Les Reds l'emportent 3 à 0 avec un doublé de Torres et se qualifient pour le tour suivant,. Le Benfica Lisbonne est l'adversaire suivant du Liverpool FC. À l'Estádio da Luz, Benfica domine Liverpool lors de l'aller sur le score de 2-1 grâce à deux penaltys réussis de Óscar Cardozo et bien qu'Agger ait ouvert le score d'une talonnade sur coup franc. Grâce à deux buts de Torres notamment, Liverpool s'impose 4 à 1 à Anfield au match retour et atteint le stade des demi-finales. L'adversaire désigné du club anglais est l'Atlético de Madrid. Liverpool perd le match aller en Espagne sur le score de 1 à 0. La semaine suivante, les Reds égalisent à Anfield sur l'ensemble des deux rencontres en l'emportant 1 à 0 après les 90 minutes de temps règlementaire sur un but de la principale recrue de l'été 2009, l'Italien Alberto Aquilani. En prolongation, Benayoun qualifie provisoirement les Reds pour la finale mais Diego Forlán marque cinq minutes plus tard et qualifie l'Atlético de Madrid grâce au but à l'extérieur.

## Palmarès européen et mondial du Liverpool FC
Le Liverpool Football Club a remporté quatre Coupe des clubs champions européens, devenue en 1992 Ligue des champions de l'UEFA. Avec les succès obtenus en 2005 puis 2019, Liverpool compte six victoires en C1 et est le troisième club le plus titré dans la compétition derrière le Real Madrid qui compte treize succès et le Milan AC qui en compte sept. Les Reds ont finalement remporté pour la première fois de leur histoire la Coupe du monde des clubs en 2019.
| Compétitions européennes | Compétitions mondiales                                                                                          |
| --- | --- |
| - Ligue des champions (6) : 1977, 1978, 1981, 1984, 2005, 2019 - Finaliste (4) : 1985, 2007, 2018, 2022 - Coupe des Coupes : - Finaliste (1) : 1966 - Coupe de l'UEFA (3) : 1973, 1976, 2001 - Finaliste (1) : 2016 - Supercoupe d'Europe (4) : 1977, 2001, 2005, 2019 - Finaliste (2) : 1978, 1984 | - Coupe du monde des clubs (1) : 2019 - Finaliste : 2005 - Coupe intercontinentale : - Finaliste : 1981 et 1984 |

## Statistiques et records
Le Liverpool Football Club établit son record d'affluence à domicile en Coupe d'Europe lors de la demi-finale retour de la Coupe UEFA 1975-1976 contre le FC Barcelone lorsque 55 104 spectateurs se réunissent dans les tribunes d'Anfield.
La victoire 11 à 0 contre Strømsgodset IF en Coupe d'Europe des vainqueurs de coupe le 17 septembre 1974 constitue la plus large victoire du club anglais en Coupe d'Europe, et la plus large à domicile. À l'extérieur, les Reds se sont imposés à plusieurs reprises sur le score de 5 à 0, d'abord contre le KR Reykjavik le 17 août 1964 pour le premier match européen du club. L'équipe de Liverpool réitère sa performance contre les Crusaders le 28 septembre 1976 et contre Haka en Ligue des champions le 8 septembre 2001.
La plus large défaite subie par le Liverpool Football Club est une défaite 5 à 1 aux Pays-Bas contre l'Ajax Amsterdam à l'occasion du deuxième tour de la Coupe des villes de foires 1966-1967. À domicile, la défaite 3 à 1 contre le Chelsea Football Club lors de la Ligue des champions 2008-2009 est le plus large revers subi à Anfield.

## Matches européens par saison
Voici un tableau récapitulant tous les matchs de Liverpool FC en Europe.